# سمفونی شماره ۹ (بتهوون)
سمفونی شماره ۹ در رِ مینور، اپوس ۱۲۵، آخرین سمفونی تکمیل‌شدهٔ لودویگ فان بتهوون است، اما تِم‌ها و نغمه‌های موسیقایی آن سال‌ها قبل از تصنیف، در ذهن او شکل گرفته بود. این اثر نخستین بار در ۷ مه ۱۸۲۴ در وین اجرا شد. اولین اجرای سمفونی با ذوق و شوقی عظیم همراه با تشویق‌های بی‌سابقه‌ای روبرو شد. بسیاری از شنوندگان اشک می‌ریختند، بتهوون خودش در پایان کنسرت، از شدتِ هیجان بیهوش شد. سمفونی نهم در سخت‌ترین روزهای زندگی بتهوون ساخته شد و هنگام تصنیف آن، قادر به شنیدن نبود و در ناشنوایی کامل به‌سر می‌برد. سمفونی نهم، اولین سمفونی است که در آن از صدای انسان استفاده شده‌است. قطعه شعر فینالِ این سمفونی از چکامهٔ شادی سرودهٔ فریدریش شیلر اقتباس شده‌است. اشعار استفاده‌شده در موومان آخر (که موومان «کورال» یا سمفونی کُرال نیز نامیده می‌شود)، توسط چهار تک‌خوان و گروه کر اجرا می‌گردد.  تقریباً اکثر منتقدان موسیقی درجهان از سمفونی نهم گاهی به‌عنوان بهترین اثر بتهوون و یکی از بهترین‌های دوران قواعد مشترک یاد می‌کنند. حتی برخی به‌طور مطلق، این سمفونی را «شاهکار» و «عظیم‌ترین و بهترین» قطعهٔ موسیقی در دنیای غرب می‌دانند، گرچه مخالفان اندکی نیز دارد. بتهوون خودش ساخت این اثر را «خدمت به پیشگاه الههٔ هنر» توصیف کرده است.  
سمفونی نهم که دارای بزرگ‌ترین پارتیتور در بین سمفونی‌های بتهوون است، در چهار موومان ساخته شد. موومان اول با تمپوی آلگرو در ر مینور و فرم سونات است که به گفتهٔ واگنر «مبارزه روح انسان را با غم و اندوه بیان می‌کند». موومان دوم در «ر مینور» با تمپوی آلگرو شروع می‌شود و در فرم اسکرتسو/تریو است؛ این موومان دارای «روح شاد و مستانه» بوده و به رقص‌های روسی شباهت دارد. موومان سوم در سی بمل ماژور با سرعت آداجیو و یک ششم کوچک دورتر از گام اصلی سمفونی، دارای حرکتی آهسته و شاعرانه بوده و در فرم واریاسیون مضاعف است؛ در این موومان لحظاتی از غم و اندوه شنیده می‌شود اما هر چقدر به پایانِ قطعه نزدیکتر می‌شود نواهای غمگین دورتر می‌شوند. موومان چهارم یا فینالِ کُرال، بر اساس «سرود شادی» در فرم تم و واریاسیون، در ر مینور و با سرعت پِرِستو است؛ این موومان که یک موسیقی آوازی است، در ابتدا از موسیقی سازی شروع شده و تم‌های اصلی موومان‌های قبلی در فواصلِ این قطعه به گوش می‌رسد، این قسمت طولانی‌ترین موومان سمفونی و حتی طولانی‌تر از برخی سمفونی‌های کاملِ دوره کلاسیک است، فرم این موومان موردِ اختلاف در میانِ موسیقیدانان است و برخی موومان چهارم را به‌عنوان «یک سمفونی، درونِ سمفونی» می‌دانند که بدون سکوت در بین موومان‌ها اجرا می‌شود.
تاثیرِ سمفونی نهم ابعاد گسترده‌ای از قرن نوزدهم تاکنون در تاریخ موسیقی، جامعه جهانی، سیاست و سایر هنرها داشته است. بسیاری از آهنگسازان دوره رمانتیک و بعد از آن تحتِ تأثیر سمفونی نهم قرار گرفتند و پس از این سمفونی بود که ژانر سمفونی کُرال به‌عنوان چرخه‌ای از مشارکت گروه کُر در موسیقی سازی ایجاد گردید. اجراهای قابل توجه از سال ۱۸۲۵ در خارج از آلمان توسط ارکستر فیلارمونیک لندن شروع شد؛ ریشارد واگنر در طولِ فعالیت‌های خود بارها سمفونی نهم را اجرا کرد و جزوه‌ای نیز با عنوان «تفسیر سمفونی نهم بتهوون» منتشر کرد؛ اجراها و ضبط‌های بسیار و چشمگیری از ارکسترهای سمفونیک کشورهای مختلف جهان از این سمفونی صورت گرفته‌ است به طوری که در دههٔ ۲۰۱۰، یکی از بیشترین سمفونی‌های اجرا‌شده در جهان بود. تم‌های این سمفونی در بسیاری از برنامه‌های تلویزیونی، سینمایی، مراسم مناسبتی و حتی سرود ملی استفاده شده‌است. سمفونی نهم در میان هر دسته و هر نوع ایدئولوژی، طرفداران بسیاری دارد و از ملودی «سرود شادی» توسط نازیسم، بلشویسم، انقلاب فرهنگی چین، شورای اروپا و اتحادیه اروپا استفاده شده‌است. نسخهٔ دست‌نویس اصلیِ سمفونی ۹ بتهوون که در کتابخانهٔ دولتیِ برلین نگهداری می‌شود، سال ۲۰۰۱، در حافظهٔ جهانی یونسکو ثبت شد.

## تاریخچه

### آهنگسازی
سفارش ساختِ سمفونی ابتدا از سوی انجمن سلطنتی فیلارمونیک در سال ۱۸۱۷ داده شد. جورج توماس اسمارت، چارلز نیت (پیانیست و آهنگساز بریتانیایی، ۱۸۷۷–۱۷۸۴) از اعضای اصلی فیلارمونیک و فردیناند ریس (شاگرد بتهوون) که از سال ۱۸۱۳ تا ۱۸۲۴ در لندن زندگی می‌کرد، نقش مهمی در تصمیم انجمن برای سفارش این کار به بتهوون داشتند. طرح‌های اولیۀ (طرح‌های کلی) کار در همان سال ساخته شد که گامِ ر مینور و مشارکت موسیقی آوازی نیز در آن پیش‌بینی شده‌بود. کار اصلی آهنگسازی بین پاییز ۱۸۲۲ تا فوریۀ ۱۸۲۴ تکمیل و پایان یافت.
سمفونی نهم، اولین سمفونی‌ از یک آهنگساز بود که در آن از صدای انسان استفاده می‌گردید. هر قسمت از تاریخچهٔ سمفونی نهم، بیانگر بخشی از زندگی بتهوون است. سرود شادی قبل از سمفونی شماره ۱ مورد نظر او قرار گرفت و از سال ۱۷۹۳ طرح‌هایی برای خلق یک منظومهٔ کُرال تهیه کرده بود. فانتزی کرال (۱۸۰۸) اپوس ۸۸، اساساً ترکیبی از یک کنسرتو پیانو، یک گروه کر و تک‌خوان‌های آواز است که ارمغانی برای آینده و طراحی برای پایان سمفونی نهم به‌شمار می‌رفت. در این فانتزی مانند سمفونی نهم، ابتدا ملودی با ساز نواخته و سپس آواز خوانده می‌شود. با رفتن به قبل‌تر، نسخۀ پیشینِ تِمِ «فانتزی کرال»، در دیگر آهنگ بتهوون با نام «عشق بازگشته» برای پیانو و صدای زیر (وو ۱۱۸)، یافت می‌شود که مربوط به قبل از سال ۱۷۹۵ است. به تعبیری سمفونی نهم با قطعات قبلی دیگری از بتهوون پدید آمد و این بخش‌ها نوعی پیشرو برای سمفونی آینده به حساب می‌آمد. موومان اول در سال ۱۸۱۲، و تم اسکرتسو در سال ۱۸۱۵ طراحی شد و به‌همین خاطر بتهوون سال‌ها در فکر ساخت سمفونی نهم بدونِ بخش آوازی بود.
بتهوون تا یک سال قبل از اتمام اثر، قصد داشت موومان چهارم را با موسیقیِ سازی به پایان برساند، اما در سال ۱۸۲۳ هنگامی که طرحِ قطعهٔ میسا سولمنیس را آماده می‌کرد، تصمیم گرفت فینالِ سمفونی را با آواز خاتمه دهد و بار دیگر سرود شادی مورد توجه وی قرار گرفت. افکار بتهوون با صدای ساز، سازگارتر بود و کمتر صدای آواز در ذهن او شکل می‌گرفت؛ در فینال سمفونی نیز تم اصلی «سرود شادی»، قبل از اینکه گروه کر «سرود شادی» را (با‌کلام) بخواند، این وظیفه را ابتدا (بی‌کلام) به ارکستر واگذار کرده‌است. بتهوون پس از اولین اجرا نیز قصد داشت فینال سمفونی را تغییر دهد و با موسیقیِ سازی به پایان برساند. یادداشت‌هایی که از وی بجای مانده، نشان می‌دهد که او به طرح‌های مختلفی برای ورود آواز (سرود شادی) در موومان‌های دیگر به غیر از موومان چهارم نیز پرداخته‌ بود و نمی‌توانست تصمیم بگیرد که کجا نوازندگان ارکستر را رها کند و به آواز بپردازد. وی در این مورد می‌گوید:
| « | وقتی اندیشه‌ای در خاطرم می‌گذرد آن را به‌صورت صدای ساز می‌شنوم و نه به‌صورت صدای انسان‌ها | » |

بتهوون تلاش و زحمت بسیاری برای ساخت تِمِ «سرود شادی» کشید و در نهایت سمفونی نهم آماده شد، اما وقتی که قصد داشت آن را به اجرا بگذارد، دو سال از سفارشِ نهاییِ کار توسط «انجمن فیلارمونیک لندن» و پرداخت مبلغ ۵۰ لیره بابت نسخهٔ دست‌نویس گذشته بود. بتهوون به علت فقر شدید و جبران خسارت‌های مالی، تصمیم گرفت سمفونی نهم را نزد خود حفظ کند و به جای آن سمفونی دیگری برای انجمن بسازد. وی مصمم بود تا آخرین لحظهٔ عمرش تعهد خود را به انجمن به سرانجام برساند و طی نامه‌ای تصمیم خود را به اطلاع انجمن رساند که در حال ساخت سمفونی دهم است و به جای سمفونی نهم، آن را به لندن خواهد فرستاد. اما طرح‌هایی که بتهوون برای سمفونی دهم تهیه کرده‌ بود، به سرانجام نرسید و در نهایتِ فقر و تنگدستی درگذشت. سمفونی نهم در سخت‌ترین روزهای زندگی بتهوون ساخته شد و هنگام تصنیف این اثر، قادر به شنیدن نبود و در ناشنوایی کامل به‌سر می‌برد. با این حال وی در سال ۱۸۲۳، در تمجید از این اثر به یکی از دوستانش می‌نویسد: «امروز من حقیقتاً خدمت خود را به پیشگاه موز، الههٔ هنر، آغاز کرده‌ام.» سمفونی نهم به پادشاه فریدریش ویلهلم سوم، یکی از فرمانروایان پروس، اهدا شده‌است.

### اولین اجرا

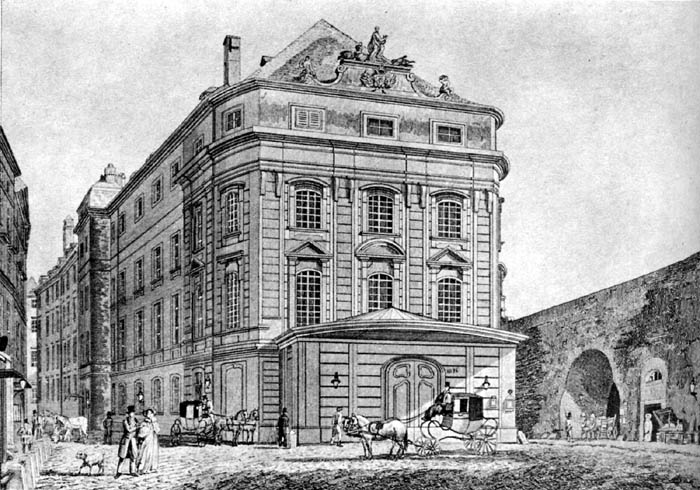
تئاترِ کِرْنْتْنِرتور (۱۸۳۰)

با آنکه بتهوون اغلب کارهای بزرگ خود را در وین اجرا می‌کرد، اما بلافاصله بعد از اتمام سمفونی، تصمیم به اجرای آن در برلین گرفت، زیرا فکر می‌کرد که سلیقهٔ موسیقی در وین تحتِ تسلطِ آهنگسازان ایتالیایی مانند جواکینو روسینی قرار دارد. دوستان و اطرافیان بتهوون که از اشراف وین بودند، با این امر مخالفت کردند و طی نامه‌ای از وی خواستند در وین بماند. محتوای ستایش‌برانگیز و محترمانهٔ نامه، نشان از جایگاه والای هنری، روحی و اخلاقی بتهوون نزد طبقۀ اشراف آلمان داشت. متن این نامه، بتهوون را به شدت تحت تأثیر قرار داد و تصمیم گرفت از مسافرت چشم‌پوشی کند و برخلاف میلِ باطنی‌اش، این سمفونی را در ۷ مهٔ ۱۸۲۴ در سالن «تئاترِ کِرْنْتْنِرتور» وین برای اولین بار به اجرا درآورد. این اولین حضور بتهوون در سالن اجرای موسیقی بعد از ۱۲ سال بود که در آن، شخصیت‌ها و موسیقی‌دانان برجستهٔ وین از جمله فرانتس شوبرت، کارل چرنی و کلمنس ونتسل فون مترنیخ (صدراعظم اتریش)، حضور داشتند.
فهرست جامعی از تعداد نوازندگان این سمفونی برای نخستین اجرا در دست نیست، اما ترکیبی از نوازندگان ارکستر تئاتر، «انجمن موسیقی وین» و گروهی از نوازندگان آماتور ولی توانمندِ وین، در اجرای این سمفونی مشارکت کردند. گرچه این اجرا به‌طور رسمی توسط مایکل اوملاوف (کاپل‌مایستر تئاتر) انجام شد، ولی بتهوون رهبری را با وی سهیم شد. با این حال، دو سال قبل از آن (نوامبر ۱۸۲۲)، اوملاوف شاهد بود که تلاش بتهوون هنگام تمرین در اپرای فیدلیو، با فاجعه پایان یافت. به همین دلیل به خوانندگان و نوازندگان تأکید کرد که به‌طور کامل، رهبری بتهوون را نادیده بگیرند. بتهوون نیز (هنگام تمرین) در ابتدای هر قسمت، کنار صحنه می‌نشست، تمپو را تعیین می‌کرد، پارتیتور موسیقی خود را ورق می‌زد و برای ارکستری که نمی‌توانست صدایشان را بشنود، ضرب می‌زد.
قسمت سوپرانو و آلتو توسط دو خوانندهٔ مشهور و جوان، هنریته زونتاگ و کارولینه اونگر خوانده شد که شخصاً توسط بتهوون به خدمت گرفته شده بودند. هنریته زونتاگ، سوپرانوی آلمانی، هجده‌ساله بود که پیشنهاد مشارکت در اولین اجرای سمفونی نهم را دریافت کرد. همچنین کارولینه اونگر، کنترآلتوی ۲۰ ساله از اهالی وین در سال ۱۸۲۱ با حضور در اپرایی از روسینی، ستایشی همراه با انتقاد به‌دست آورده بود و پس از اجرای بتهوون، در شهرهای ایتالیا و پاریس به شهرت رسید و آهنگسازانی چون گائتانو دونیزتی و وینچنتزو بلینی، نقش‌هایی به‌طور خاص برای صدای او نوشتند. همچنین آنتون هایزینگر و یوزف سیپلت به ترتیب قطعات تنور و باس/باریتون را خواندند.
این اجرا با موفقیت، پیروزی و آشوب همراه بود، زیرا با حضور بتهوون روی صحنه، تماشاگران با تشویق ایستاده پنج بار برای او کف زدند. خبرنگار موسیقی در «روزنامه تئاتر» نوشت: «مردم با نهایت احترام و همدردی از قهرمان موسیقی استقبال کردند، به خلاقیت‌های شگفت‌انگیز و بزرگ او با بیشترین توجه، گوش دادند و اغلب در بین موومان‌ها و در حین اجرا، بارها و بارها تشویق کردند.» حضار در سالن، دستمال‌ها، کلاه‌ها و دست‌ها را در هوا برافراشته بودند تا بتهوون که می‌دانستند کف‌زدن‌ها را نمی‌شنود، حداقل بتواند آنها را ببیند. بر اساس برخی روایت‌ها در حین اجرای موومان دوم، در مقطعی ارکستر با تشویق تماشاگران به‌طور کامل متوقف شد. همچنین حکایت می‌شود چه در پایان موومان دوم (اسکرتسو) و چه در پایان سمفونی (شهادت‌ها متفاوت است)، بتهوون چندین میزان از ارکستر عقب مانده بود و با آنکه ارکستر متوقف شده بود، او به رهبری خود ادامه می‌داد و صدای تشویق حضار را نمی‌شنید؛ در این هنگام کارولینه اونگر (خواننده کنترآلتو) آهسته به وی نزدیک شد و او را به سوی حضار برگرداند تا تشویق‌ها را ببیند.
   

سمفونی با ذوق و شوق عظیمی روبرو شد. بسیاری از شنوندگان اشک می‌ریختند، بتهوون خودش در پایان کنسرت، از شدتِ هیجان بیهوش شد و او را به منزل دوستش آنتون شیندلر منتقل کردند. حکایت‌های متعددی در رابطه با اولین اجرای سمفونی نهم وجود دارد. بر اساس شهادت برخی از شرکت‌کنندگان، نظراتی وجود دارد که سمفونی با تمرین کمی همراه بوده‌است (احتمال می‌رود تنها دو تمرین کامل برای آن انجام گرفت) و تا حدودی در اجرا ناهماهنگ بودند، در هر صورت بتهوون (در ناهماهنگی ارکستر)، مقصر نبود. یوزف بوم (نوازندهٔ ویولن، ۱۸۷۶ – ۱۷۹۶)، یادآوری می‌کند:
بتهوون خودش (نیز) رهبری می‌کرد، بدین صورت که در جایگاه رهبری ایستاده بود و مانند یک دیوانه قامت‌اش را به این طرف و آن طرف پرتاب می‌کرد. لحظه‌ای تمام‌قد خود را به بالا می‌کشید و لحظه‌ای دیگر به پایین خم می‌شد، طوری با دست و پایش تکان می‌خورد که انگار می‌خواهد همۀ سازها را بنوازد و تمام قطعات گروه کر را بخواند اما مسیر واقعی (اجرا) در دستان رهبر دوم، «[لوئیس] دوپورت»  بود و ما (نوازندگان) فقط از باتون او پیروی می‌کردیم.
اجرای این اثر باعث تحسین فراوان «روزنامه عمومی موسیقی» (چاپ آلمان) شد؛ این روزنامه نوشت که این اثر «نبوغی وصف ناشدنی از دنیای جدید را به ما نشان داد». کارل چرنی اظهار داشت که در سمفونی «نفسی تازه، سرشار از جنب و جوش و نیروی جوانی دمیده شده‌است» و اینکه «همان اندازه قدرت، نوآوری و زیبایی در آن هست که در دیگر آثار این مرد اصیل وجود دارد...». اما برخلاف کنسرت‌های قبلی که پرسودتر بودند، از این کنسرت پول زیادی به دست نیامد، زیرا هزینه‌های اجرای آن به‌طور قابل توجهی بیشتر بود. دومین کنسرت در تاریخ ۲۴ مه برگزار شد و اگرچه تهیه‌کنندهٔ آن، حداقلِ هزینۀ برگزاری اجرا را برای بتهوون تضمین کرد، اما از این کنسرت موفقیتی حاصل نشد. برادرزاده‌اش کارل گفته‌است که دلیل این عدم موفقیت (اجرای دوم)، آن بود که «بسیاری از افراد (قبلاً) از کشور خارج شده بودند». این آخرین کنسرت عمومی بتهوون به‌شمار می‌رفت.

### نسخه‌ها

#### چاپی
اولین نسخهٔ چاپی این اثر در آلمان، توسط «انتشارات شات» در سال ۱۸۲۶ منتشر شد و نسخهٔ انتشارات برایتکپف و هرتل، (۱۸۲۶ و ۱۸۶۳)، توسط ارکسترها مورد استفاده قرار گرفت. در سال ۱۹۹۷، «انتشارات بیریناتر» نسخه‌ای از جاناتان دل مار (ویراستار موسیقی و رهبر ارکستر انگلیسی) منتشر کرد. به گفتۀ «دل مار»، وی نزدیک به ۳۰۰۰ اشتباه از نسخۀ «انتشارات برایتکومپف» را تصحیح کرده‌است که برخی از آنها «قابل توجه» بودند؛ اما دیوید بنجامین لِوی (موسیقی‌شناس و بتهوون‌شناس آمریکایی) با انتقاد از این نسخه، اظهار می‌دارد که ویرایش‌های «دل مار» می‌تواند سنت‌های «کاملاً نادرست» در اجرا ایجاد کند. «انتشارات برایتکومپف» در سال ۲۰۰۵، نسخهٔ جدیدی از پیتر هاوشیلد (ویراستار موسیقی) منتشر کرد.

#### دست‌نویس
پس از مرگ بتهوون، پارتیتور ناقصی از نسخهٔ دست‌نویسِ سمفونی نهم (پارتیتور اصلی) در اختیار زندگی‌نامه‌نویس او، آنتون شیندلر قرار داشت، وی گفته بود که بتهوون خودش آن را در فوریه ۱۸۲۷ به او داده‌است. شیندلر در سپتامبر همان سال دو برگه از کودای موومان دوم را برای ایگناتس مشه‌لس، یکی از ستایشگران و دوستان بتهوون، به لندن فرستاد. سرانجام این دو برگه در سال ۱۹۵۶ از طریق رابط‌های مختلف به خانهٔ بتهوون در بن رسید و سه برگهٔ دیگر اکنون در کتابخانه ملی فرانسه در پاریس موجود است. این برگه‌ها نیز احتمالاً از مجموعهٔ شیندلر به‌دست آمده‌اند و جزئیات بیشتری در مورد محلِ نگهداری موقتِ آنها از گذشته در دست نیست. در سال ۱۸۴۶، شیندلر مجموعه نسخه‌هایی که در اختیار داشت، از جمله پارتیتور ۱۳۷ صفحه‌ای را به «کتابخانه قدیمی» برلین فروخت. در آنجا یک صحافی نیمه‌چرمیِ قرمز رنگ به آن افزوده شد که هنوز هم با همان صحافی، در این کتابخانه موجود است. همچنین بخش‌های گم‌شده و بزرگی از موومان چهارم از نسخه‌ای که شیندلر در اختیار داشت، در خانهٔ بتهوون پیدا شد و ناشر سرشناس وینی، دومینیکو آرتاریا، در یک حراجی در نوامبر ۱۸۲۷ آن را خریداری نمود، این قسمت از نسخهٔ خطی (پنج بستهٔ ۶۷ صفحه‌ای) که قبلاً توسط «خانوادهٔ آرتاریا» نگهداری می‌شد، در سال ۱۹۰۱، به «کتابخانه قدیمی» برلین آورده و بدین ترتیب بخش‌های اساسیِ پارتیتور بتهوون در یک مکان و در ۲۰۴ صفحه، گردآوری شد.

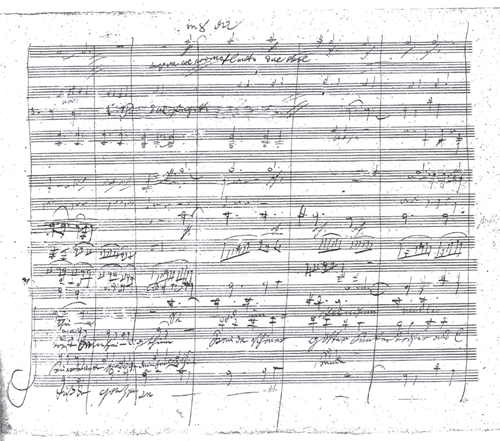
یک برگ از نسخهٔ دست‌نویس از «موومان چهارم»

در طول جنگ جهانی دوم، کتابخانهٔ برلین تلاش کرد تا از دارایی‌های خود در برابر تخریب ناشی از جنگ محافظت کند؛ از سال ۱۹۴۱ به بعد، نسخهٔ دست‌نویس در سه بخش و در مکان‌هایی که به نظر امن می‌رسیدند، انتقال یافت تا نگهداری شوند. بخش اول از مجموعهٔ شیندلر ابتدا در قلعهٔ فورستنشتاین در منطقهٔ سیلزی و سپس در «صومعهٔ گروساو» واقع در سلیزیا سفلی نگهداری شد و پس از پایان جنگ در اختیار کشور لهستان قرار گرفت و به شهر کراکوف انتقال یافت. بخش دوم ابتدا به شهر آلتمارین (لهستان) و سپس به شونبک (آلمان) رسید؛ این بخش در سال ۱۹۴۶ به مکانی در برلین شرقی بازگشت که بعدها به کتابخانهٔ دولتیِ برلین تبدیل شد. بخش سوم در سال ۱۹۴۷ از «صومعهٔ بیران» واقع در شهر باویرون، به کتابخانۀ دانشگاه توبینگن انتقال یافت؛ این بخش نیز در سال ۱۹۶۷ به برلین بازگشت و در کتابخانه دولتی بنیاد میراث فرهنگی پروس جای گرفت. بعدها نیز بخش دوم که هنوز در لهستان (شهر کراکوف) نگهداری می‌شد، در سال ۱۹۷۷، به مناسبت یک سفر دولتی، به آلمان تحویل داده شد و این بدان معنا بود که هر سه قسمت از پارتیتور اصلی، اکنون به برلین بازگشته‌اند. اگرچه هنوز تمامِ بخش‌ها در یک مکانِ واحد قرار نداشت و مانند دیوار برلین از هم جدا بودند، تنها پس از اتحاد مجدد آلمان بود که همۀ سه قسمت از پارتیتور سمفونی نهم دوباره در کتابخانه دولتی برلین در سال ۱۹۹۷، در یک جا گِرد هم آمدند. در سال ۲۰۰۱، نسخهٔ دست‌نویس اصلیِ سمفونی ۹ بتهوون که در کتابخانهٔ دولتیِ برلین نگهداری می‌شود، در حافظهٔ جهانی یونسکو ثبت شد.

## فرم و ساختار
| نمادهای سرعت                    | نمادهای سرعت | متر        | گام          |
| موومان اول                      | موومان اول   | موومان اول | موومان اول   |
| ------------------------------- | ------------ | ---------- | ------------ |
| آلگرو                           | 88 =         | 2 4        | ر مینور      |
| موومان دوم                      |              |            |              |
| مولتو ویواچه                    | 116 = .      | 3 4        | ر مینور      |
| پِرِستو                           | 116 =        | 2          | ر ماژور      |
| مولتو ویواچه                    | 116 = .      | 3 4        | ر مینور      |
| پِرِستو                           | 116 =        | 2          | ر ماژور      |
| موومان سوم                      |              |            |              |
| آداجیو                          | 60 =         | 4          | سی بمل ماژور |
| آندانته مُدراتو                  | 63 =         | 3 4        | ر ماژور      |
| تمپو اولیه                      | 60 =         | 4          | سی بمل ماژور |
| آندانته مُدراتو                  | 63 =         | 3 4        | سل ماژور     |
| آداجیو                          | 60 =         | 4          | می بمل ماژور |
| لو اِستِسو تمپو                   | 60 =         | 12 8       | سی بمل ماژور |
| موومان چهارم                    |              |            |              |
| پِرِستو                           | 96 = .       | 3 4        | ر مینور      |
| آلگرو آسای                      | 80 =         | 4          | ر ماژور      |
| پِرِستو                           | 96 = .       | 3 4        | ر مینور      |
| آلگرو آسای                      | 80 =         | 4          | ر ماژور      |
| آلا مارشیا، آلگرو آسای          | 84 = .       | 6 8        | سی بمل ماژور |
| آندانته مااِستِسو                 | 72 =         | 3 2        | سل ماژور     |
| آلگرو اِنِرجیکو، سِمپِره بِن مارکاتو | 84 = .       | 6 4        | ر ماژور      |
| آلگرو ما نون تانتو              | 120 =        | 2          | ر ماژور      |
| پِرِستیسیمو                       | 132=         | 2          | ر ماژور      |

### سازبندی
این اثر دارای بزرگترین پارتیتور از بین سمفونی‌های بتهوون است، در اولین اجرا، بتهوون با اختصاص دو نوازندهٔ دیگر در هر بخش بادی، به تقویت ارکستر پرداخت. حداکثر سازهای لازم برای اجرای این سمفونی عبارتند از:
- سازهای بادی چوبی

۱ پیکولو (فقط در موومان چهارم)
۲ فلوت
۲ اُبوا
۲ کلارینت در «سی بِمُل» و «دو»
۱ کنترفاگوت (فقط در موومان چهارم)
- سازهای بادی برنجی

۴ هورن (کُر) در «رِ»، «سی بمل» و «می بمل»
۲ ترومپت در «ر» و «سی بمل»
۳ ترومبون آلتو، تِنور، باس (فقط موومان دوم و چهارم)
- سازهای کوبه‌ای

تیمپانی
طبل بزرگ (موومان چهارم)
مثلث (موومان چهارم)
سنج (موومان چهارم)
- صداها (موومان چهارم)

سوپرانو، سولو
آلتو، سولو
تِنور، سولو
باریتون، سولو
گروه کر
- سازهای زهی

ویولن (۱ و ۲)
ویولا
ویولنسل
کنترباس

### موومان‌ها
سمفونی در چهار موومان بوده که ساختار آن به شرح زیر است:

#### موومان اول
- آلگرو (2
4) در ر مینور

موومان اول در فرم سونات و بدون تکرارِ «اکسپوزیسیون» (گشایش) است. موومان با پنجم درست و پیانیسیمو آغاز می‌شود. حرکت پیوسته و ترمولوی ارکستر زهی، زمینه را برای ورودِ «تم اول» در میزان ۱۷ آماده می‌کند. مقدمه که با «پنجم درست» به مرور ظاهر می‌شود، مانند صدای ارکستری می‌ماند که در حالِ تنظیم کوک است:
در برگشت یا بازگشایی، که تم‌های اصلی و ملودیک را تکرار می‌کند، در میزان ۳۰۱ مجدداً به «تم اول» بر می‌گردد، اما این بار به جای «ر مینور»، در ر ماژور و فورتیسیمو اجرا می‌شود. موومان با کدای طولانی که تقریباً یک چهارم موومان را در بر می‌گیرد، به پایان می‌رسد، همان‌طور که بتهوون سمفونی شماره ۳ و شماره ۵ را بدین صورت به پایان رساند. موومان اول به عقیدهٔ واگنر: «مبارزه روح انسان را با غم و اندوه بیان می‌کند».
اجرای این قطعه معمولاً حدود ۱۵ دقیقه طول می‌کشد.

#### موومان دوم
- آلگرو (3
4) در ر مینور

موومان دوم یک اسکرتسو/تریو بوده و مانند موومان اول در «ر مینور» است، با شباهت زیادی که به تم اصلیِ موومان اول دارد. بتهوون برخلاف الگوی موسیقی کلاسیک، موومان اسکرتسو را قبل از موومان آهسته قرار داد (در سمفونی‌ها معمولاً موومانِ آهسته قبل از اسکرتسو قرار می‌گیرد)؛ این اولین بار بود که وی این کار را در یک سمفونی انجام می‌داد، گر‌چه در بعضی از کارهای قبلی خود مانند: «کوارتت زهی اپوس ۱۸ شماره ۵» و «سونات شماره ۲۹ پیانو» نیز این کار را صورت داده بود. الگویی نیز از «سونات شماره ۲۹» در این اثر یافت می‌شود که بتهوون چند سال قبل، آن را نوشته بود. در طولِ قطعه، بتهوون ریتم سه‌ضربی را مشخص کرده است اما شاید به دلیل سرعت زیاد و «تاکید» روی نت در هر چهار ضربه، این‌طور به نظر می‌رسد که میزان، چهارضربی است. (پیش از آن بتهوون به دلیل عدم پایبندی به فرم استانداردِ کلاسیک برای آهنگسازی، مورد انتقاد قرار گرفته بود). فرمِ «اسکرتسو»، در میزان سه‌ضربی است اما بتهوون با اینکه این قطعه را در میزان سه‌ضربی علامت زده بود، ولی آن را به گونه‌ای ساخت که چهارضربی به نظر برسد. در حالی که پایبندی به «اسکرتسو» از یک جنبش رقص و دارای طراحی استانداردِ سه‌بخشیِ ترکیبی (اسکرتسو-تریو-اسکرتسو) یا (منوئه-تریو-منوئه) و دارای ساختاری پیچیده بوده اما این موومان در فرم کاملِ سونات است. اکسپوزیسیون (‌گشایش) با یک فوگ در «ر مینور» با تم زیر شروع می‌شود:
برای تم دوم، به گام غیر معمولِ دو ماژور، مدولاسیون می‌شود. سپس بخش «ری‌اکسپوزیسیون» (بازگشایش) قبل از بسط و گسترشِ بخش دوم، به صورت کوتاه تکرار می‌شود؛ بخش گسترش جایی است که بتهوون ایده‌های دیگری را کشف کرد. «بازگشایش»، مضامینِ ملودیکِ «تم اول» را بسط و گسترش می‌دهد، همچنین دارای تیمپانی سولو است. در ادامه، با بسط و گسترش یک بخشِ جدید که منجر به تکرار «اکسپوزیسیون» می‌شود، اسکرتسو با یک کودا، تکمیل می‌شود.
بخش متضاد (تریو) در ر ماژور، با ترومبون آغاز می‌شود و دارای زمانی مضاعف است. به دنبال تریو، دومین بخش از اسکرتسو، بدون تکرار اجرا می‌شود و سپس در یک تکرارِ کوتاه از «تریو»، موومان با یک «کودای» ناگهانی به پایان می‌رسد.
موومان دوم دارای تم کوتاهی است که در سراسر قطعه بسط و گسترش می‌یابد. این قسمت با اینکه اسکرتسو به‌شمار می‌رود ولی بتهوون تنها به ذکر تمپوی آن اکتفا کرده است. موومان دوم دارای «روح شاد و مستانه» بوده و به رقص‌های روسی شباهت دارد.
اجرای این قطعه معمولاً حدود ۱۲ دقیقه طول می‌کشد.

#### موومان سوم
- آداجیو (4
4) در سی بمل ماژور

موومان سوم یک ششم کوچک، دورتر از گام اصلی سمفونی و در سی بمل ماژور است:
موومان، حرکتی آهسته و شاعرانه دارد و در فرم واریاسیون مضاعف است. هر یک از این واریاسیون‌ها به تدریج، تغییرات ملودیک و ریتمیک را ارایه می‌دهند. اولین واریاسیون (شبیه تم) در میزان 4
4، دومین در 12
8 است. واریاسیون‌ها در یک پاساژ 3
4 از هم جدا می‌شوند: ابتدا در ر ماژور، دوم در سل ماژور، سوم در می بمل ماژور، چهارم در فا دیز ماژور و پنجم در سی ماژور است. واریاسیونِ فینال، دوبار قطع می‌شود که در آن صدای بلند و فانفار، با ارکستر کامل، توسط ویولن‌اول‌ها و در اکتاوها پاسخ داده می‌شود. اجرای یک سولوی درخشان نیز به نوازندهٔ هورن واگذار شده‌است. این موومان بیانگر «عشق، امید و احساس انسان» بوده و در آن لحظاتی از غم و اندوه شنیده می‌شود اما هر چقدر به پایانِ قطعه نزدیکتر می‌گردد نواهای غمگین دورتر شنیده می‌شود.
اجرای این قطعه معمولاً حدود ۱۶ دقیقه طول می‌کشد.

#### موومان چهارم
- پرستو (2
4) در ر مینور

موومان چهارم یا فینالِ کُرال، بر اساس «سرود شادی» در فرم «تم و واریاسیون» و یک موسیقی آوازی است، در ابتدا از موسیقی سازی شروع و در ادامه، تم‌های اصلی موومان‌های قبلی در فواصلِ قطعه به گوش می‌رسد. ملودی «سرود شادی» بدین شرح است:
پس از معرفی ملودی «سرود شادی» توسط ویلنسل و کنترباس، قبل از شروعِ آواز، ارکستر سکوت می‌کند و صدای خوانندهٔ باریتون به‌عنوان تک‌خوان، آوازگونه با متنی از بتهوون، چنین می‌خواند:
| ای یاران و ای دوستان، این سروده‌ها را چاره‌ای کنید! |  | و بگذارید نغمه و نوایی هر دم رساتر ساز کنیم |

پس از آن «سرود شادی» به وسیلهٔ گروه کر خوانده می‌شود. در انتهای این بخش، بتهوون از ایدهٔ کادانس فریب‌دهنده بهره می‌برد و هنگامی که ارکستر و گروه کُر با قدرتِ تمام در حال اجرا هستند، گروه کُر سه بار جملهٔ «در پیشگاهِ پروردگار» (vor Gott) را تکرار می‌کند و انتظار شدیدی برای شنونده ایجاد می‌شود که قطعه با فرود به تونیک، در حال اتمام است ولی بتهوون با یک کادانس فریب‌دهندهٔ با شکوه و علامت فرماتا در انتهای جمله، سعی می‌کند برای ورود به قسمتِ بعدی، هیجانِ قطعه را همچنان حفظ کند و سپس با یک ملودیِ عامیانهٔ آلمانی و متفاوت با قبل، این احساس و نوید را می‌دهد که کار تمام نشده‌است و حکایت همچنان باقی‌است.
در ادامه، ارکستر با همراهی سازهای پیکولو، فاگوت، طبل، مثلث و سنج، مارش با شکوهی را اجرا می‌کنند. در قسمت بعدی، بخش‌های آوازی مجدداً شروع و سپس تِمِ اصلی یا «سرود شادی» تکرار می‌گردد. در انتها، با شور و هیجانِ ارکستر و آواز، سمفونی به پایان می‌رسد. زمان اجرای موومان حدود ۲۴ دقیقه است که طولانی‌ترین موومان سمفونی است و حتی طولانی‌تر از برخی سمفونی‌های کاملِ دوره کلاسیک است.
نیکلاس کوک (موسیقی‌دان و نویسنده انگلیسی) توضیح می‌دهد که فرم آن توسط موسیقی‌دانان موردِ اختلاف قرار گرفته‌است:
بتهوون خودش در توصیف فینال مشکل داشت. او در نامه‌هایی به ناشران گفت که «این فینال در مقیاسی کوچکتر مانند «فانتزی کرال» (اپوس، ۸۰) خودش است». ما ممکن است آن را یک کانتات در قالب روندو با یک سری از واریاسیون‌ها روی  تمِ «سرودشادی» بنامیم، اما این فرضیه نیز یک قاعدۀ ضعیف است، حداقل در مقایسه با روشی که بسیاری از منتقدان قرن بیستم سعی در رمزگذاری فرم این موومان کرده‌اند؛ بنابراین استدلال‌های قابل تردید وجود دارد که آیا باید آن را به‌عنوان نوعی فرم سونات (با «مارش ترک» میزان ۳۳۱، که در گام «سی بمل ماژور» است)، مشاهده کرد یا نوعی از فرم کنسرتو (در میزان‌های ۱ تا ۲۰۷ و ۲۰۸ تا ۳۳۰ که در کنار هم، نقش گروه دوم را تشکیل می‌دهند)، یا حتی ترکیبِ فرمِ «یک سمفونی در یک موومان» است (مانند: میزان‌های ۳۳۱ تا ۵۹۴، نمایانگر یک «موومان اسکرتسو» و میزان‌های ۵۹۵ تا ۶۵۴، نشان از یک «موومان آهسته» دارد). تمام این تفسیرها که دارای استدلال هستند، به درک بهترِ موومان کمک می‌کنند اما کل داستان را آشکار نمی‌کند.
«نیکلاس کوک» جدول زیر را برای توصیف فرم موومان ارائه می‌دهد:
| شماره میزان | میزان‌بندی | سرعت    | گام          | شرح                                                                   |
| بخش اول     | بخش اول   | بخش اول | بخش اول      | بخش اول                                                               |
| ----------- | --------- | ------- | ------------ | --------------------------------------------------------------------- |
| ۹۱–۱        | 3 4       | ۹۶ = .  | ر مینور      | مقدمه با رسیتاتیف سازی و اشاره به تم‌های موومان اول تا سوم             |
| ۹۲          | 4         | ۸۰ =    | ر ماژور      | تم «سرود شادی»                                                        |
| ۱۱۶         | 4         | ۸۰ =    | ر ماژور      | «سرود شادی»، واریاسیون ۱                                              |
| ۱۴۰         | 4         | ۸۰ =    | ر ماژور      | «سرود شادی»، واریاسیون ۲                                              |
| ۱۶۴         | 4         | ۸۰ =    | ر ماژور      | «سرود شادی»، واریاسیون ۳، همراه با گسترش                              |
| ۲۰۸         | 3 4       | ۹۶ = .  | ر مینور      | مقدمه با رسیتاتیف آوازی                                               |
| ۲۳۷         | 4         | ۸۰ =    | ر ماژور      | خواندن سه بیت اولِ «سرود شادی»                                         |
| ۲۴۱         | 4         | ۸۰ =    | ر ماژور      | «سرود شادی»، واریاسیون ۴                                              |
| ۲۶۹         | 4         | ۸۰ =    | ر ماژور      | «سرود شادی»، واریاسیون ۵                                              |
| ۲۹۷         | 4         | ۸۰ =    | ر ماژور      | «سرود شادی»، واریاسیون ۶، با گسترش و انتقال به سی بمل ماژور           |
| بخش دوم     |           |         |              |                                                                       |
| ۳۳۱         | 6 8       | ۸۴ =.   | سی بمل ماژور | مقدمه برای «سرود شادی»                                                |
| ۳۴۳         | 6 8       | ۸۴ =.   | سی بمل ماژور | «سرود شادی»، واریاسیون ۷، (مارش تُرک)                                  |
| ۳۷۵         | 6 8       | ۸۴ =.   | سی بمل ماژور | «سرود شادی»، واریاسیون ۸، همراه با گسترش                              |
| ۴۳۱         | 6 8       | ۸۴ =.   | سی بمل ماژور | اپیزود فوگاتو بر اساسِ تِمِ «سرود شادی»                                  |
| ۵۴۳         | 6 8       | ۸۴ =.   | ر ماژور      | «سرود شادی»، واریاسیون ۹                                              |
| بخش سوم     |           |         |              |                                                                       |
| ۵۹۵         | 3 2       | ۷۲ =    | سل ماژور     | اپیزودِ: تم «گرد هم آیید» (Seid umschlungen)                           |
| ۶۲۷         | 3 2       | ۶۰ =    | سل مینور     | اپیزود: تم «به سجده درمی‌آیید؟» (Ihr stürzt nieder)                    |
| بخش چهارم   |           |         |              |                                                                       |
| ۶۵۵         | 6 4       | ۸۴ = .  | ر ماژور      | فوگ دوبل بر اساسِ تِمِ «سرود شادی» و تمِ «گرد هم آیید» (Seid umschlungen) |
| ۷۳۰         | 6 4       | ۸۴ = .  | ر ماژور      | اپیزود: تم «به سجده درمی‌آیید؟» (Ihr stürzt nieder)                    |
| ۷۴۵         | 6 4       | ۸۴ = .  | ر ماژور      |                                                                       |
| ۷۶۳         | 2         | ۱۲۰ =   | ر ماژور      | فیگور کودا (بر اساسِ تِمِ «سرود شادی»)                                   |
| ۸۳۲         | 2         | ۱۲۰ =   | ر ماژور      | کادنزا                                                                |
| ۸۵۱         | 2         | ۱۳۲ =   | ر ماژور      | فیگور کودا ۲                                                          |
| ۹۰۴         | 2         | ۱۳۲ =   | ر ماژور      |                                                                       |
| ۹۲۰         | 2         | ۱۳۲ =   | ر ماژور      | فیگور کودا ۳ (بر اساسِ تِمِ «سرود شادی»)                                 |

در راستای اظهارات «کوک»، چارلز روزن (پیانیست و نویسنده آمریکایی) موومان چهارم را یک «سمفونی، درونِ سمفونی» می‌داند که بدون سکوت در بین موومان‌ها اجرا می‌شود. او بر این باور است این «سمفونی داخلی» از همان الگوی چهار موومانی سمفونی نهم به‌عنوان یک کُل، پیروی می‌کند:
- موومان اول: معرفی آرامِ تم و واریاسیون، ابتدا در ویلنسل‌ها و کنترباس‌ها، سپس توسط آواز تکرار می‌شود.
- موومان دوم: اسکرتسو در 6
8 به سبک نظامی با مارش (میزان ۳۳۱)، و یک واریاسیون 6
8 روی تم اصلی در گروه کُر، خاتمه می‌یابد.
- موومان سوم: آهسته و آرام با تم جدید روی متنِ «گرد هم آیید، ای بی‌شماران» (!Seid umschlungen, Millionen) شروع می‌شود.
- موومان چهارم: فینال در فرم فوگ، با تم‌های موومان اول و سوم شروع می‌شود (میزان ۷۶۳).

چارلز روزن اضافه می‌کند که این موومان دارای وحدت موضوعی است و در آن هر بخش بر اساس تم اصلی یا تمِ «گرد هم آیید» (Seid umschlungen) یا ترکیبی از این دو بنا شده‌است. وی می‌گوید موومان چهارم همچنین می‌تواند به‌عنوان مجموعه‌ای از واریاسیون‌ها و هم‌زمان به‌عنوان یک فرم «سونات کنسرتو» (که دارای «اکسپوزیسیون» دوبل است)، مورد تجزیه و تحلیل قرار گیرد.

### سرود شادی
متنِ آلمانی و متنِ انگلیسی «سرود شادی» در پنج بند، ترجمه‌شده از آلمانی و بدون تکرار (با دو ترجمۀ فارسی)، که از شاعر آلمانی فریدریش شیلر گرفته شده‌است، با مقدمه‌ای اضافی که به‌طور خاص توسط بتهوون (در متن به صورت ایتالیک) به نگارش در آمد. پارتیتور، شامل تکرارهای زیادی از شعر است که در این متن گنجانده نشده‌اند، برای مشاهدۀ لیبرتوی کامل، از جمله همۀ تکرارها، به ویکی‌نبشته آلمانی مراجعه کنید:

## چالش‌های اجرا

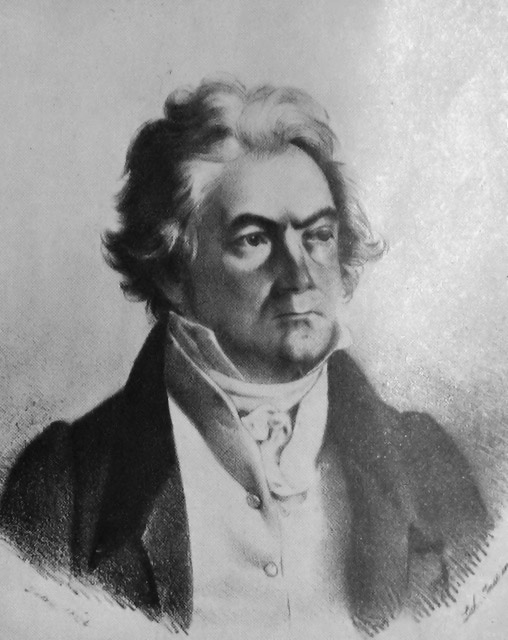
پرترۀ لودویگ فان بتهوون در سال ۱۸۲۴، سالی که سمفونی نهم او به اجرا درآمد.

### نشان‌های مترونوم
در اطلاعات تاریخیِ اجراهای رهبران ارکستر، به‌ویژه رهبر ارکستر انگلیسی راجر نورینگتون، از معیارهای پیشنهادی بتهوون برای تمپو استفاده کرده‌اند. بنجامین زندر رهبر ارکستر انگلیسی، برای پیروی از علائم مترونوم بتهوون، هم به صورت کتبی، هم در اجراهای ارکستر فیلارمونیک بوستون و ارکستر فیلارمونیای لندن، جزوه‌ای نوشته‌است. مترونومِ بتهوون هنوز هم وجود دارد و مورد بررسی و آزمایش دقیق قرار گرفت، اما علایم اصلی که برای دقت آن اهمیت دارد، از بین رفته‌است و بسیاری از موسیقی‌دانان علامت‌های مترونمِ «بنجامین زندر» را هم غیر قابل قبول می‌دانند.

#### دوبله دو فاگوت در باس‌های فینال
علامت بتهوون در فینال، مبنی بر اینکه فاگوت‌ها در میزان‌های ۱۱۵ تا ۱۶۴ در باس دوبله شوند، در بخش نوازندگان از انتشارات «انتشارات برایتکومپف و هرتل» وجود ندارد، گرچه در پارتیتور اصلی وجود دارد.

### ارکستراسیون و تغییرات مجدد
اواسط قرن نوزدهم، سؤالات مربوط به ارکستراسیون آثار بتهوون، توجه آهنگسازان بزرگ را به خود جلب کرد. تعدادی از رهبران ارکستر در ارکستراسیون سمفونی تغییراتی ایجاد کردند. به‌خصوص ریشارد واگنر که بسیاری از پاساژها در بادی‌های چوبی را دوبل کرد؛ وی همچنین بازنویسی بعضی از بخش‌ها، اصلاح نوانس و تغییرات در برخی قسمت‌های هورن انجام داد که این کار به منظورِ امکانِ اجرای کامل نت‌های موجود برای سازهای جدیدتر بود. واگنر در اجرای درسدن در سال ۱۸۶۴، اولین کسی بود که گروه کر و «خوانندگان سلو» را در پشت ارکستر قرار داد و از آن زمان، این کار برای اجرا استاندارد شد (رهبران قبلی، آنها را بین ارکستر و مخاطب قرار می‌دادند). اصلاحات در سمفونی نهم توسط گوستاو مالر نیز ادامه یافت و  تغییراتی ایجاد کرد تا آن را مانند آنچه که او بدان اعتقاد داشت، اصلاح کند: «بتهوون اگر می‌خواست اجرای سمفونی را به یک ارکستر مدرن بدهد، اینگونه تغییر می‌داد».
فلیکس واینگارتنر و جرج گروو در مورد تغییرات واگنر بحث‌های زیادی داشتند، گروو به اصلاحات واگنر انتقاد داشت و بر این باور بود که هر نوع دخل‌و‌تصرف در یک کار هنری به وضوح نشان می‌دهد این تغییر با اثر اصلی تفاوت دارد: «یک تصویر یا شعر را با همان شالودۀ اصلی‌اش نشان دهید (در آن تغییری ایجاد نکنید)، زیرا ناترازی و نادرستی آن (اثر تغییر‌یافته) برای هر کسی آشکار می‌شود». این انتقاد شبیه به نظرِ آهنگساز فرانسوی شارل گونو است که می‌گوید: «اگر استاد بزرگی نقص‌هایی دارد، بهتر است به جای اینکه نقص‌های خودمان را به او تحمیل کنیم، (از آن) بگذریم». در مقابل، مالر استدلال می‌کرد که ویرایش در اجرای آثار بتهوون ضروری است. تغییرات مالر زیاد بود، به طوری که محقق موسیقی دیوید پیکت خاطرنشان می‌کند: «به سختی یک صفحه از پارتیتور بدون تغییر باقی مانده‌است». مالر اولین بار در سال ۱۸۸۶ سمفونی نهم بتهوون را در پراگ رهبری کرد که بنا بر گزارش‌ها، او از حفظ (بدونِ پارتیتور) آن را اجرا کرد. مالر اولین ارکستراسیون خود را از سمفونی نهم با کنسرتی در سال ۱۸۹۵ که در هامبورگ برگزار شد، ارائه کرد. هرچند پس از آن، مالر به خاطر بازدهی ضعیف مالیِ رپرتوارهایش و آنچه «تفسیر بد» از اجرای سمفونی نهم بتهوون به وی نسبت داده‌شد، پس از شش سال اقامت در هامبورگ و اجرای کنسرت، مجبور به استعفا از سِمَت خود شد.
انتقاد از ارکستراسیون بتهوون در دوران معاصر نیز ادامه داشت. لئونارد برنستاین با آنکه در یک مستند تلویزیونی گفته بود که بتهوون را «بزرگ‌ترین آهنگساز تاریخ» می‌داند، اما با این وجود در کتاب خود به نام لذت موسیقی، از ارکستراسیون او انتقاد کرد که گاهی «کاملاً بد» است و بخش‌های «بی‌اهمیت» ارکسترال، بیش از حد برجستگی دارند. برنستاین دلیلش را به ناشنوایی روزافزون بتهوون نسبت داد و گفت او احتمالاً قادر به تشخیص میزانِ صدای بلندتر از ساز دیگر نبوده‌است.

## اجراها و ضبط‌های قابل توجه

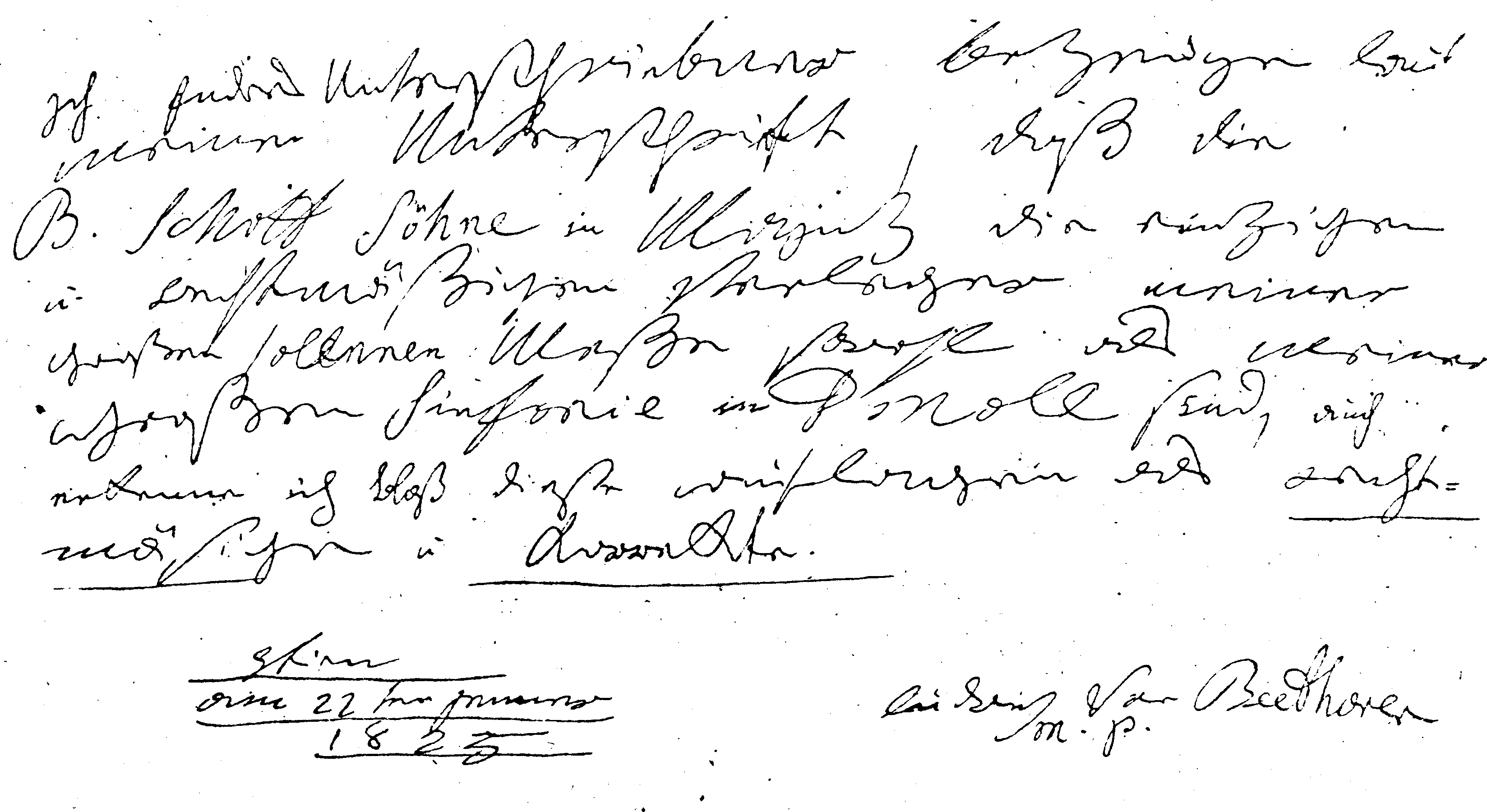
نامه‌ای از دست‌خط بتهوون در تاریخ ۲۲ ژانویه ۱۸۲۵، که انتشار انحصاری «سمفونی نهم» و «میسا سولمنیس» را به ناشر آثارش واگذار می‌کند.

#### قرن نوزدهم
نخستین اجرای سمفونی در بریتانیا به تاریخ ۲۱ مارس ۱۸۲۵، توسط اعضای انجمن فیلارمونیک لندن، در «اتاق‌های آرگایل» به رهبری سِر جورج اسمارت و بخش گروه کر به زبان ایتالیایی سروده شد. اولین اجرای آمریکایی در ۲۰ مه ۱۸۴۶ توسط فیلارمونیِ تازه تأسیسِ نیویورک در «قلعهٔ گاردن» (در تلاش برای جمع‌آوری بودجهٔ یک سالن کنسرت جدید) ارائه شد که توسط جورج لودر انگلیسی‌تبار و با گروه کُر انجام و بخشی از کُرال برای اولین بار به انگلیسی ترجمه گردید.
ریشارد واگنر در طولِ فعالیت‌های خود بارها سمفونی نهم را اجرا کرد. آخرین اجرای او در سال ۱۸۷۲ در یک کنسرت، برای نشان‌دادنِ سنگ بنای تالار اپرای بایرویت برگزار شد. بعداً واگنر جزوه‌ای را با عنوان «تفسیر سمفونی نهم بتهوون» منتشر کرد و تغییراتی که در «ارکستراسیون» آن برای اجرای ۱۸۷۲ اعمال کرده بود، شرح داد.

#### قرن بیستم
گروه کُر فیلارمونیک لندن در ۱۵ مه ۱۹۴۷، با اجرای سمفونی نهم و نوازندگان ارکستر فیلارمونیک لندن به رهبری ویکتور دِ ساباتا در رویال آلبرت هال لندن آغاز به کار کرد. ویلهلم فورت‌ونگلر در سال ۱۹۵۱ با رهبری ارکستر، جشنواره بایرویت را با اجرای سمفونی نهم دوباره از سر گرفتند (پس از آنکه متفقین جشنواره را پس از جنگ جهانی دوم، به‌طور موقت به حالت تعلیق درآورده بودند).

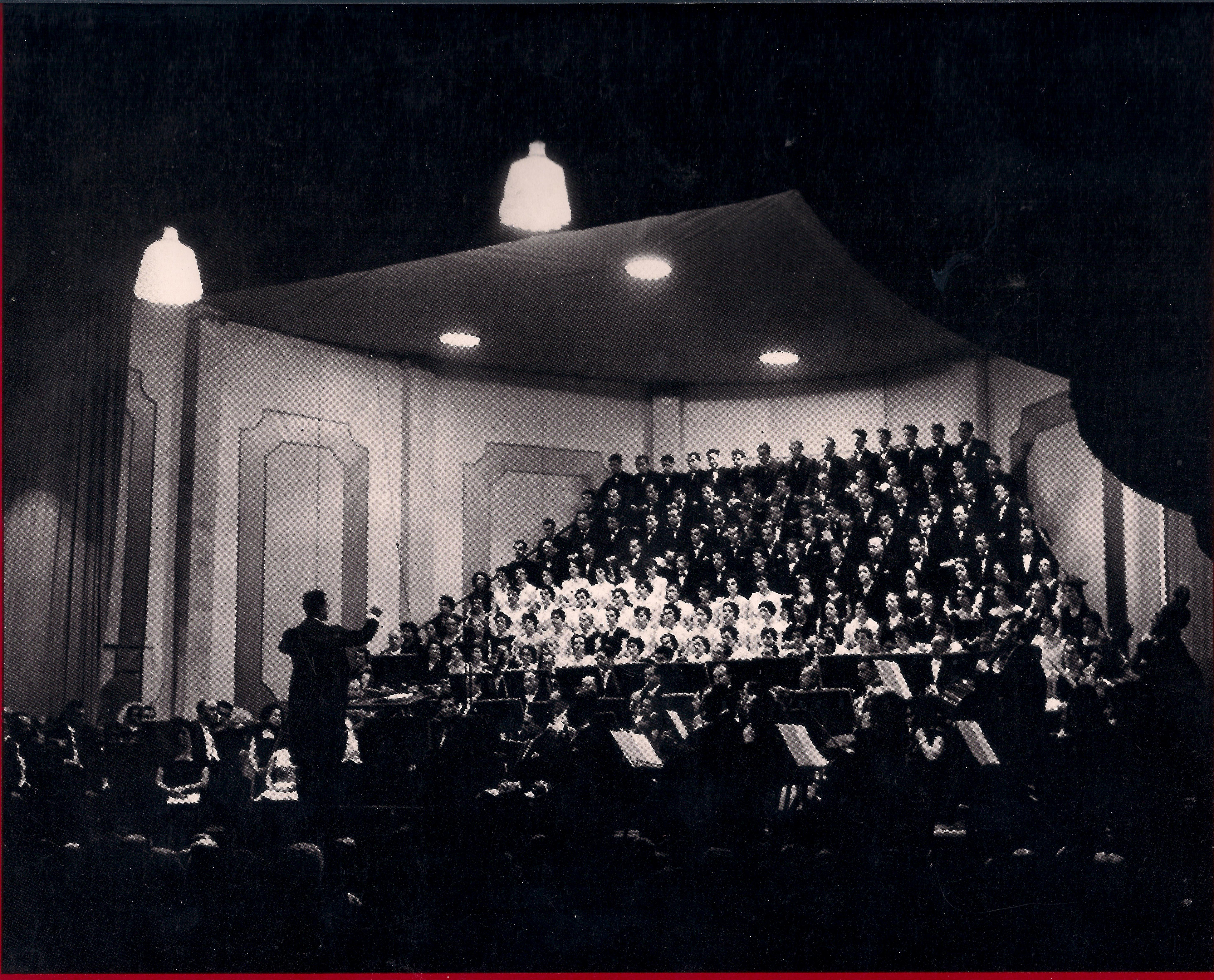
«اینو ساوینی» در حال رهبری سمفونی نهم در «تئاتر ریولی»، پورتو، پرتغال (۱۹۵۵)

در سال ۱۹۶۴، رهبر ارکستر آمریکایی لئونارد برنستاین، اولین ضبط خود از سه ضبط سمفونی نهم را به همراه ارکستر فیلارمونیک نیویورک، تک‌خوان‌های آواز و گروه کر مدرسه جولیارد برای کمپانی «مستروُرکس کلمبیا» انجام داد که بعداً دوباره روی لوح فشرده منتشر شد. وی در سال ۱۹۷۹، دومین اثر ضبط شده را با ارکستر فیلارمونیک وین و گروه کُر اپرای ملی وین برای کمپانی دویچه گرامافون به سرانجام رساند.
برنستاین نسخه‌ای دیگر از سمفونی نهم را در سالن «کنزرتهاوس»، در شرق برلین انجام داد که از کلمهٔ «آزادی» به جای «شادی» استفاده شد تا سقوط دیوار برلین را در کریسمس ۱۹۸۹ جشن بگیرند. این کنسرت توسط یک ارکستر و گروه کُر که از ملیت‌های مختلفی متشکل از هر دو آلمان، اعضایی از گروه کر و ارکستر سمفونیک لندن، گروه کُر و ارکستر سمفونیک رادیو باواریا، اعضای ارکستر تئاتر کیروف، فیلارمونیک نیویورک، ارکستر پاریس و نوازندگانی از اتحاد جماهیر شوروی با تک‌خوان‌هایی چون جون آندرسون، اجرا شده‌است.
گئورگ شولتی در دو نوبت سمفونی شماره ۹ را با گروه کُر و «ارکستر سمفونیک شیکاگو» ضبط کرد، بار اول در سال ۱۹۷۲ و بار دوم در سال ۱۹۸۶ تهیه شد، در هر دو اجرا مارگارت هیلیس رهبری گروه کُر را به عهده داشت، ضبط دوم برندهٔ جایزهٔ گرمی در سال ۱۹۸۷، برای بهترین اجرای ارکسترال شد.
طولانی‌ترین ضبطِ سمفونی نهم در سال ۱۹۸۱، به مدت ۷۹ دقیقه، توسط ارکستر فیلارمونیک وین به رهبری کارل بوم با صدای تک‌خوان‌هایی چون جسی نورمن و پلاسیدو دومینگو، اجرا شده‌است.
سیجی اوزاوا رهبر ارکستر اهل ژاپن در سال ۱۹۹۸، موومان چهارم را برای مراسم افتتاحیۀ «المپیک زمستانی ۱۹۹۸» با شِش گروه کُر مختلف به‌طور هم‌زمان از ژاپن، آلمان، آفریقای جنوبی، چین، ایالات متحده و استرالیا اجرا کرد.
قرن بیست و یکم
در ۷ مه ۲۰۰۰، سمفونی ۹ بتهوون، در محل اردوگاه کار اجباری داخل شهر ماتهاوزن در اتریش توسط ارکستر فیلارمونیک وین اجرا شد. اجرای این قطعه به مناسبت یادبود پنجاهمین سال آزادسازی این شهر صورت گرفت. سایمون رتل رهبری این ارکستر را به عهده داشت و همهٔ هنرمندان و عواملِ ارکستر، این قطعه را افتخاری و بدون دستمزد اجرا کردند.
اولین اجرای سمفونی نهم پس از انقلاب اسلامی، در سال۱۳۸۴ ه.ش، به مدت پنج شب توسط گروه کر و ارکستر سمفونیک تهران به رهبری علی رهبری در تالار وحدت به اجرا درآمد. تک‌خوانی این اثر را پری زنگنه، شقایق الله‌یاری، گیتی خسروی، میرهادی قضات و خسرو محصوری به عهده داشتند. دومین اجرا در سال ۱۳۹۴ مجدداً در تالار وحدت به مدت دو شب با هدایت علی رهبری اجرا شد. سومین اجرا در سال ۱۳۹۷، به رهبری شهرداد روحانی به مناسبت دویست و پنجاهمین سال تولد بتهوون با همکاری مشترک «گروه کر ارکستر سمفونیک تهران» به رهبری رازمیک اوهانیان و گروه کر شهر تهران به رهبری مهدی قاسمی با تک‌خوانی گلاره وزیری‌زاده، آزاده رضایی، محمدرضا قره‌تپه و هادی قضات، در تالار وحدت به مدت یک شب اجرا شد.
این سمفونی در سال ۲۰۱۸، با «ارکستر جهانی صلح یونسکو» و «گروه کُر جوان بی‌بی‌سی پرامز» به رهبری گئورگ شولتی، با عنوان «جنگ و صلح» برای بزرگداشت یکصدمین سالِ پایانِ جنگ جهانی اول، در رویال آلبرت هال به اجرا درآمد.
در دههٔ ۲۰۱۰، سمفونی نهم یکی از پر اجرا شده ترین سمفونی‌ها در جهان بود.

### اجراهای اولیه
تلاش‌های مختلفی برای ضبط سمفونی نهم به منظور نزدیک‌شدن با سازهایی که معاصران بتهوون شنیده‌اند، وجود دارد:
- راجر نوریتون[اک] (رهبر ارکستر انگلیسی) با رهبری «نوازندگان کلاسیک لندن»، سمفونی نهم را با استفاده از سازهای آن دوره، برای کمپانی ئی‌ام‌آی رکوردز (که در سال ۱۹۹۷م تحت برچسب «نسخهٔ کلاسیک» منتشر شد) ضبط کرد.
- بنجامین زندر در سال ۱۹۹۲ با علائم مترونوم خودِ بتهوون و همراهی «ارکستر فیلارمونیک بوستون» سمفونی نهم را ضبط کرد. وی پس از تحقیقات بیشتر، ضبط دوم را در سال ۲۰۱۸ با «ارکستر فیلارمونیای لندن»، به همراه یک سخنرانی صوتی ۳ ساعته برای دفاع از تعبیر جدیدش از «مترونومِ» بتهوون، منتشر نمود.
- فیلیپ هرروگی[اگ] رهبر ارکستر بلژیکی در سال ۱۹۹۹، سمفونی نهم را با «ارکستر شانزه‌لیزه»[ال] و گروه کر «کالِجیوم وٌکال جِنت»[ام] (گروه و ارکستری که در اجرای آثار با سازهای دوران قبل تخصص دارند)، برای کمپانی هارمونیا ماندی ضبط کرد.
- جان الیوت گاردینر در سال ۱۹۹۲ نسخه‌ای از سمفونی را با «ارکستر انقلابی و رمانتیک»[ان]، «گروه کر مونته وردی»[او] و سازهای همان دوران ضبط کرد، که در سال ۱۹۹۴ توسط دویچه گرامافون با برچسب «آرشیو تولید» به عنوان بخشی از چرخهٔ کامل سمفونی‌های بتهوون، منتشر شد.
- در سال ۱۹۹۷، ضبط دیگری با سازهای آن دوران، با ارکستر «آکادمی موسیقی باستان»[اه] به رهبری کریستوفر هاگ‌وود توسط یک ناشر موسیقی فرانسوی[ای]، که در اجرای موسیقی اولیه و باروک تخصص دارد، منتشر شد.

## نقد
... کدام پیروزی است که با این شاهکار برابری کند؟ کدام جنگِ بناپارت و کجای فتح استرلیتز او می‌تواند افتخارِ این تلاشِ فوق بشری و این درخشان‌ترین پیروزی‌های فکر آدمی را داشته باشد؟پپروزی بزرگ و عظیم در اینجاست که انسانی تیره‌روز، بیمار و درد‌مند که دنیا او را از شادمانی محروم کرده‌است، شادی می‌آفریند و به جهانیان می‌بخشد... (او) هنر خود را در جملۀ مغرورانه‌ای که چکیدۀ زندگانی اوست، بیان کرده‌است؛ جمله‌ای که شعار تمامِ روح‌های دلیر و بی‌باکِ جهان است:«شادمانی از راه رنج»

رومن رولان، نویسندهٔ زندگی‌نامه بتهوون.
تقریباً اکثر منتقدان موسیقی درجهان، سمفونی نهم را یکی از بزرگترین آثار بتهوون و یکی از بهترین‌های دوران قواعد مشترک می‌دانند. حتی برخی به‌طور مطلق، از این سمفونی به‌عنوان «عظیم‌ترین و بهترین» قطعهٔ موسیقی در دنیای غرب نام می‌برند. با این حال فینالِ سمفونی مخالفانی نیز دارد، منتقدان اولیه و سرسختِ موسیقی، پنهان و غیرمستقیم، فینالِِ سمفونی را به‌عنوان محصولی از یک آهنگسازِ ناشنوا و پیر، نپذیرفتند. لویی اشپور ضمن تحسین‌برانگیز خواندنِ سمفونی نهم، با انتقاد شدید از موومان چهارم می‌گوید:
... به نظر من [...] هیولا و بی‌معنی است و در تفسیرِ قصیدۀ شیلر آنقدر پیش پا افتاده‌بوده که هنوز نمی‌توانم بفهمم چگونه نابغه‌ای مانند بتهوون می‌توانست آن را بنویسد…

در زمان‌های بعد از این دوره نیز نظرهای متفاوتی وجود داشت از جمله یوهان برامس، آنتون بروکنر و گوستاو مالر که معتقد بودند: «سمفونی نهم یک اثر کلیدی برای موسیقی سمفونیک است» و «الهام‌بخش بسیاری از موسیقی‌دانان آینده است.» جوزپه وردی سه موومانِ نخستِ سمفونی را ستود و «شگفت‌انگیز» خواند و افزود هیچ کسی حتی نمی‌تواند به «مقام والای موومان اول» نزدیک شود، اما وی از «ساختار اشتباه و نوشتارِ بد برای آوازها» در آخرین موومان، ابراز تاسف کرد. ریشارد واگنر ضمن تمجید از سمفونی، می‌گوید:
نهم، رهاسازی موسیقی از عناصرِ خودش به هنر عمومی است، این انجیل بشری (برای) هنر آینده است.
در پاسخ به انتقادهایی که به موسیقی آوازیِ موومان چهارم وارد می‌شود، ویلهلم فورت‌ونگلر که از او به‌عنوان یکی از بزرگ‌ترین و پرافتخارترین رهبران ارکستر در قرن بیستم نام می‌برند، می‌گوید: «به نظر من اوجِ الهام‌بخشی (ایده‌های موسیقایی) در چهار موومان، یکسان است؛ در فینال نیز با همان شدت و علیرغم برخورداری از یک ملودی محبوب، بتهوون توانسته است در کُلِ سمفونی ثبات ایجاد کند.» فورت‌ونگلر همیشه به دنبال شناختِ سمفونی نهم بود و اکثر منتقدان هنوز او را بزرگ‌ترین مفسرِ سمفونی نهم می‌دانند؛ وی دربارهٔ بخش آوازی فینال می‌گوید:
اگر بتهوون به استفاده از صدای انسان سوق داده شد، آن را ملاحظات صرفاً موسیقایی می‌دانست، زیرا با سه موومان اول، به نوعی زمینه را آماده کرده بود. صدای انسان تنها صدایی است که می‌تواند هدف را برای ملودی (سرود شادی) به صورت کامل فراهم کند. در کُلِ تاریخِ موسیقی، به سختی نمونه‌ای دیدم که به وضوح نشان دهد که استقلال رسمی موسیقی ناب، تا کجا می‌تواند پیش برود. چیزی که در این فینال نشان داده می‌شود، فقط ایدهٔ جشن شادی نیست، بلکه تخیل موسیقایی و قدرتمند بتهوون است که می‌تواند این ایده را به موسیقی تبدیل کند.
سیدنی فینکلشتاین (۱۹۷۴–۱۹۰۹)، نویسندهٔ آمریکاییِ موسیقی، جازشناس و مارکسیست، نظر متفاوت‌تری نسبت به دیگر مفسرانِ موسیقی دارد و «سمفونی عظیم نهم» را که بتهوون پس از وقفه‌ای یازده ساله تصنیف کرد، ناشی از تحولات اجتماعی و سیاسی آن دوران می‌داند و می‌افزاید پس از شکست امپراتور مستبد (ناپلئون)، فئودال‌ها دوباره به اریکهٔ پادشاهی برگشتند و «فضای خفه‌کنندهٔ پلیسی، سیاسی، دینی و سرکوب جنبش‌های دموکراتیک» توسط «شورای وین» و «اتحاد مقدس»، شکل گرفت و در چنین اوضاعی، دیگر از «خطابه‌های دموکراتیک و توده‌ای در موسیقی» خبری نبود. فینکلشتاین دربارهٔ منتقدان به بتهوون در آن زمان، می‌نویسد: «آنها نمایندگان مردم نبودند، بلکه تحصیل‌کردگانی خدمت‌گذار (اشراف) بودند که هدفشان بدنام‌کردنِ انقلابیون بود» و با برچسب‌زدن‌هایی بر کارِ بتهوون مانند «ناشیگری، بدسلیقگی و ناآگاهی از قواعد»، سعی در نابودی «رئالیسم نوین» داشتند، ولی علیرغم همهٔ این تفسیرها، باز هم مجبور بودند بتهوون را به‌عنوان «نابغه‌ای» که به سوی «دیوانگی» می‌رود، پذیرا باشند. وی می‌گوید:
... بتهوون حتی در اینجا هم تسلیم یاس نمی‌شود بلکه احساس مبارزه (که می‌تواند معرف شخصیت وی باشد)، آرامش پایانی و ایمان به زندگی در تمام آثار او موج می‌زند … وقتی بتهوون سمفونی نهم را آماده می‌کرد، گویی احساس می‌کرد که در وینِ جدید، دیگر نشانی از آن فضای جذاب و بیدارکننده در تالارهای کنسرت باقی نمانده‌است و نداشتن این شالوده، معنی اجتماعی سمفونیِ ناب (همچنانکه او می‌پنداشت)، دیگر فهمیده نخواهد شد. به همین دلیل موومان چهارم را متناسب با سرود شادی و ستایش از برادری میان انسان‌ها تنظیم کرد… این ملودی از نوعی بود که در همان ابتدا به مغز راه می‌یافت و در لب‌ها زمزمه می‌شد.
در تحقیقات گسترده‌ای توسط «مجله موسیقی بی‌بی‌سی» از ۱۵۱ موسیقیدان و رهبر ارکستر در سراسر جهان، برای انتخاب ده سمفونی برترِ تاریخ موسیقی، انجام شد، سمفونی شماره ۳ و ۹ بتهوون، به ترتیب مقام اول و دوم را کسب کردند.

## تأثیر

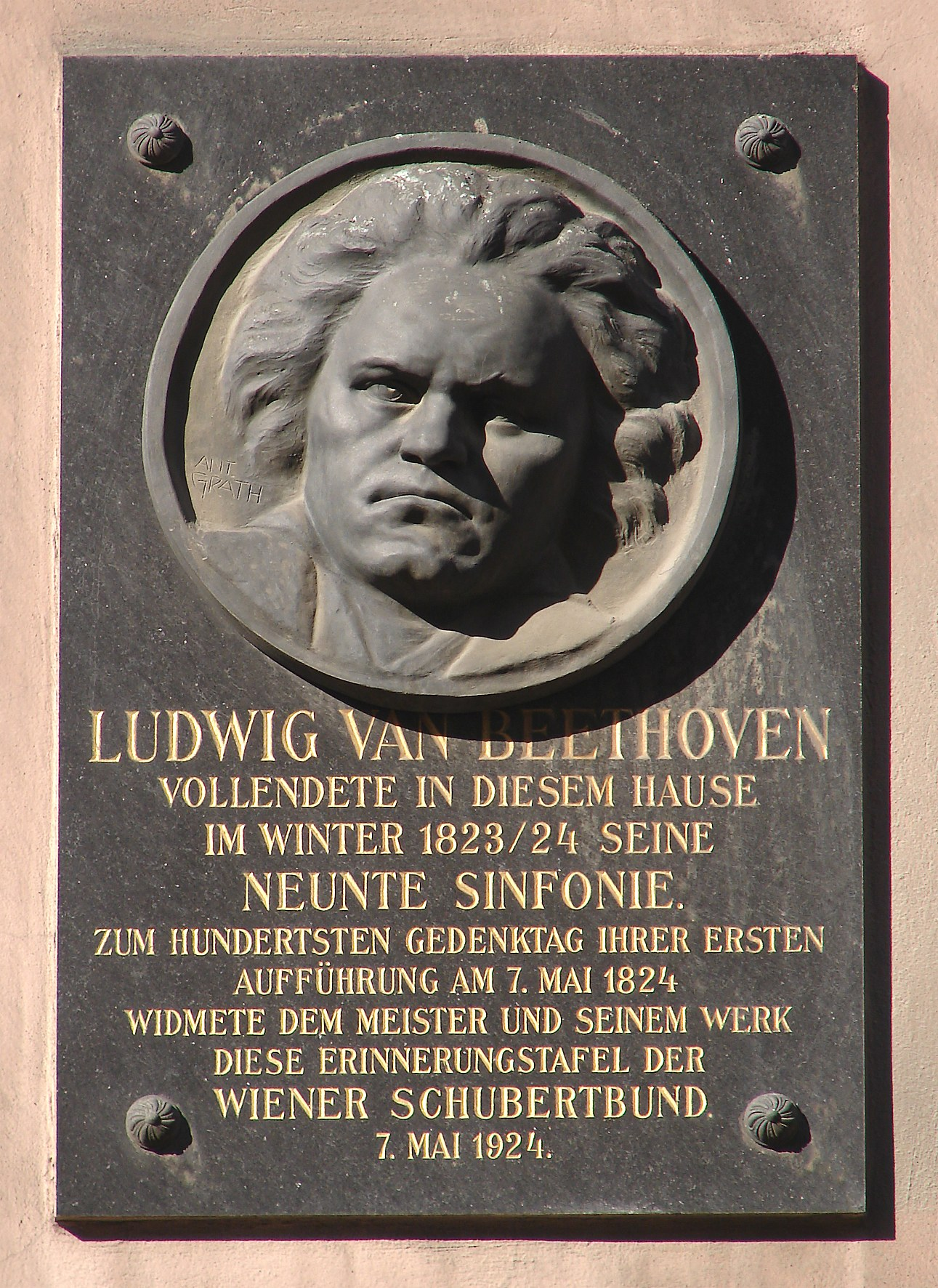
لوح نصب شده در ساختمان شماره ۵ «اونگارگاس»، اینگونه نوشته‌است: «در این خانه لودویگ فان بتهوون سمفونی شماره ۹ خود را در زمستان ۱۸۲۳/۲۴ به پایان رسانده‌است».

##### در موسیقی کلاسیک
بسیاری از آهنگسازان دوره رمانتیک و بعد از آن تحت تأثیر سمفونی نهم قرار گرفتند. ریشارد واگنر ۲۲ سال بعد از اولین اجرا، تفسیری بر روی سمفونی نهم بر اساس «سرود شادی» (به خاطر اهمیت این سرود در فینالِ سمفونی) و نمایشنامهٔ فاوست اثر گوته نوشت که بهترین شرح از شناختِ این سمفونی قلمداد شد.
تم اصلی در فینالِ سمفونی شماره ۱ در دو مینور اثرِ یوهانس برامس با موضوعِ «سرود شادی»، با آخرین موومان سمفونی نهم بتهوون مرتبط است. هنگامی که این موضوع با برامس در میان گذاشته شد، وی متقابلاً پاسخ داد که «هر آدم ساده‌لوحی می‌تواند این را تشخیص دهد». در بعضی مواقع از سمفونی اول برامس و سمفونی نهم بتهوون، یکجا ستایش می‌شد و سمفونی برامس را به‌عنوان «دهمین سمفونی بتهوون» تحسین می‌کردند.
سمفونی نهم روی فرم‌هایی تأثیر گذاشت که آنتون بروکنر برای موومان‌ها و سمفونی‌های خود به کار برد. «سمفونی شماره ۳» او در همان گام ر مینور مانند سمفونی نهم بتهوون است و از تم‌های آن ایده‌های قابل‌توجهی گرفته‌است. موومان آهسته و عظیم سمفونی شماره ۷ بروکنر، طبق معمول، همان فرم (A-B-A-B-A) را به مانند سومین موومان سمفونی بتهوون در نظر می‌گیرد و از برخی تصویرسازی‌های آن بهره برد.
آنتونین دورژاک در نت‌های آغازین موومان سومِ سمفونی شماره ۹، با حرکتِ چهارم به پایین و ضربه‌های تیمپانی، به اسکرتسوی سمفونی نهم ادای احترام می‌کند.
بلا بارتوک در چهار قطعهٔ ارکسترال، اپوس ۱۲، در ابتدای موومان دوم، موتیفی از اسکرتسوی سمفونی نهم اقتباس کرده‌است.
مایکل تیپت در سومین سمفونی خود (۱۹۷۲)، از ابتدای موومان چهارم سمفونی نهم استفاده کرد؛ اما وی با این برداشت از موومان چهارم بتهوون، درک آرمان‌شهری از برادری انسان را که در «سرود شادی» بیان شده‌است، مورد انتقاد قرار می‌دهد و به جای آن بر ظرفیت انسان در پذیرش خیر و شر تأکید می‌کند.

### لوح فشرده
روایتی وجود دارد که لوح فشرده‌ای به صورت ویژه ساخته شد تا بتواند ۷۴ دقیقه زمانِ اجرای نهمین سمفونی بتهوون را در خود جای دهد. کیس ایمینک، مهندس ارشد فیلیپس که «سی‌دی» را تهیه کرده بود، یادآوری می‌کند که جنگ تجاری بین شرکای توسعهٔ سونی و فیلیپس، سرانجام منجر به حل و فصل موضوع در قالب یک «سی‌دی» به قطرِ دایرهٔ ۱۲ سانتی‌متری شد. اجرای سمفونی نهم به رهبری ویلهلم فورت‌ونگلر در سال ۱۹۵۱، به‌عنوان «بهانه‌ای مناسب برای تغییر»، توسط فیلیپس مطرح شد. و در جشن ۲۵ سالگی فیلیپس خبر آن اعلام و نسخهٔ ۷۴ دقیقه‌ای از سمفونی را ارائه کرد.
در سال ۲۰۰۲، لایف اینگه آهنگساز نروژی، ایده‌ای از سمفونی نهم مبتنی بر هنر صوتی با نام «ناین بیت استرِچ» یا «کش‌دادنِ نهم» ساخت و به صورت دیجیتالی به مدت ۲۴ ساعت بدونِ اعوجاج یا تغییر گام صدای کِشیده و به‌عنوان یک «کنسرت صوتی/الکتروآکوستیکِ ۲۴ ساعته» ارائه شد. برداشت از قطعهٔ کِشیده‌شده، پیشتر توسط ارکستر و گروه کُر مجارستانی با نام «نیکولاس استرهازی سینفونیا» به رهبری بِلا دراهوش (آهنگساز مجار، ۱۹۵۵) توسط ناکسوس ضبط شده‌بود. این اثر در قالب دی‌وی‌دی با فرمت صوتی ام پی تری (128kbps)، فشرده‌سازی شد تا روی یک دیسک جای گیرد. همچنین به صورت آنلاین در چند فرمت صوتی، از جمله پخش اینترنتی ۲۴ ساعته و در هفت روزِ هفته، از طریق وبکست در دسترس است.

### تم تلویزیونی
شبکه رادیو تلویزیونی ان‌بی‌سی در طول اجرای برنامۀ «گزارش هانتلی– برینکلی» که از سال ۱۹۵۶ تا ۱۹۷۰ پخش می‌شد، از قسمت آغازین موومان دوم به‌عنوان تم موسیقی خود استفاده کرد؛ تم استفاده‌شده در این برنامه اجرای «ارکستر سمفونیک ان‌بی‌سی» به رهبری آرتورو توسکانینی بود که توسط «ر.کی.ای» وابسته به سونی میوزیک ضبط گردید. یک اجرای سینی سایزری از میزان‌های اولیهٔ موومان دوم در یک برنامهٔ تلویزیونی (۲۰۰۳ تا ۲۰۱۱) با عنوان «شمارش معکوس با کیت اولبرمن» از شبکه‌های ام‌اس‌ان‌بی‌سی و «کارنت تی‌وی» پخش شد. همچنین یک اجرا با گیتار راک از تم سرود شادی به‌عنوان تم اصلی در فصل اول سریال «ناگهان سوزان» بهره برد.

### به عنوان سرود (ملی)
در طولِ جنگ سرد و تقسیم آلمان، بخش «سرود شادی» از سمفونی به جای سرود ملی در بازی‌های المپیک ۱۹۵۶ و ۱۹۶۸ برای تیم متحد آلمان پخش شد. در سال ۱۹۷۲، بخش سازی قطعهٔ «سرود شادی» (بدون کلام)، به‌عنوان «سرود اروپا» توسط شورای اروپا و متعاقباً در سال ۱۹۸۵، توسط جوامع اروپایی (اکنون اتحادیه اروپا) پذیرفته شد. همچنین «سرود شادی» به‌عنوان سرود ملی رودزیا بین سال‌های ۱۹۷۴ تا ۱۹۷۹ با نام «برخیز، ای صداهای رودزیا» به کار رفت. در اوایل دهه ۱۹۹۰، آفریقای جنوبی به جای سرود ملی از نسخهٔ بدون کلامِ «سرود شادی» با نام «صدای آفریقای جنوبی» در رویدادهای ورزشی استفاده کرد، اگرچه این سرود هرگز به‌عنوان سرود ملی و رسمی پذیرفته نشد.

### به عنوان ملودی
کشیش هنری ون دایک، در سال ۱۹۰۷، با اقامت در کالج ویلیامز سرود «شاد، شاد، شما را می‌پرستیم» را نوشت. این سرود معمولاً در کلیساهای انگلیسی زبان با ملودی «سرود شادی» از سمفونی نهم خوانده می‌شود.

### سنت پایان سال

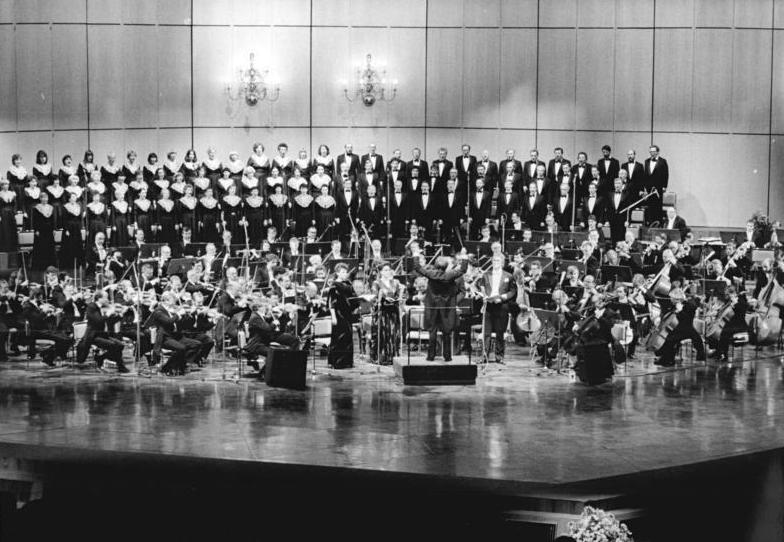
اجرای سمفونی نهم بتهوون در شبِ سالِ نو توسط ارکستر سمفونیک و گروه کُر رادیو برلین، ۳۱ دسامبر ۱۹۸۶، کاخ جمهوری.

جنبش کارگری آلمان (اتحادیه‌های صنفی در آلمان)، سُنتِ اجرای نهمین سمفونی در شب سال نو را در سال ۱۹۱۸ آغاز نمود. این اجرا را از ساعت ۱۱:۰۰ به‌گونه‌ای شروع کردند که فینالِ سمفونی، در ابتدای سال جدید شنیده شود. این سنت در دوره آلمان نازی نیز ادامه یافت و پس از جنگ نیز در آلمان شرقی مشاهده شد.
سمفونی نهم به‌طور سُنتی (اومیسوکا) در پایان هر سال در سراسر ژاپن اجرا می‌شود. به‌عنوان مثال، در دسامبر ۲۰۰۹، ۵۵ اجرا از این سمفونی توسط ارکسترها و گروه‌های مختلف ژاپنی برگزار شد. سمفونی نهم در طولِ جنگ جهانی اول توسط زندانیان آلمانی که در «اردوگاه اسیران باندو» نگهداری می‌شدند، به این کشور معرفی شده بود. ارکسترهای ژاپنی، به‌ویژه «ارکستر سمفونیک ان.اچ. کی»، اجرای این سمفونی را سال ۱۹۲۵ و در طول جنگ جهانی دوم آغاز کردند؛ امپراتوری ژاپن نیز اجراهای این سمفونی را از جمله در شب سال نو تبلیغ می‌کرد. همچنین در دوران بازسازی ژاپن بعد از جنگ جهانی دوم که شرایط سخت اقتصادی در این کشور وجود داشت، به خاطر محبوبیتِ سمفونی نهم در این کشور، توسط ارکسترها و گروه‌های کر در شب سال نو اجرا می‌گردید. در دهه ۱۹۶۰، اجراهای پایان سال این سمفونی قاطعانه پایه‌گذاری و گسترده‌تر شد که شامل مشارکت ارکسترهای محلی و سنتی نیز بود و تا امروز ادامه دارد؛ برخی از این اجراها شامل گروه‌های کر دسته‌جمعی تا ۱۰۰۰۰ خواننده بوده‌است.
یک ایستگاه پخش رادیویی اف‌ام که در منطقه کلان‌شهر نیویورک فعالیت می‌کند، هر ساله با شمارش معکوس، یک نظرسنجی از قطعات موسیقی کلاسیک برگزار و موسیقی انتخاب شده را نیمه شب اول ژانویه پخش می‌کند؛ اگرچه هر قطعه‌ای می‌تواند این جایگاه افتخاری را به‌دست آورد و به این ترتیب به استقبال سال نو برود اما هر سال «گروه کُر بتهوون» در این نظرسنجی برنده شده‌است.

### سیاست
سمفونی نهم یکی از آثاری است که در تاریخ سیاست از آن استفاده شده‌است و در میان هر دسته و هر نوع ایدئولوژی، طرفداران بسیاری دارد. اسلاوی ژیژک فیلسوف و روان‌کاو اسلوونیایی در فیلم مستندِ «راهنمای انحراف به ایدئولوژی»، به استفاده از «سرود شادی» توسط نازیسم، بلشویسم، انقلاب فرهنگی چین، تیم‌های المپیک آلمان شرقی و غربی، رودزیای جنوبی، آبیمائل گوسمان (رهبر چریک‌های راه درخشان)، شورای اروپا و اتحادیه اروپا اشاره می‌کند.

### دیگر سمفونی‌های کرال
پیش از سمفونی نهم بتهوون، آهنگسازان از گروه کر در این فرم استفاده نمی‌کردند و پس از این سمفونی بود که ژانر سمفونی کرال به‌عنوان چرخه‌ای از مشارکت گروه کر در موسیقی سازی ایجاد گردید. با این حال عده‌ای معتقدند این کار یک «سمفونی با گروه کر» نیست بلکه یک سمفونی به‌شمار می‌رود که بتهوون با شک و تردید از «گروه کر در فینال سمفونی» بهره برده‌است، بتهوون حتی قصد داشت در ژوییه ۱۸۲۳ فینال تازه‌ای بدون آواز و با ساز، بازنویسی کند؛ کارل چرنی می‌گوید بتهوون بعد از اولین اجرای ۷ مه ۱۸۲۴، باز هم ایدهٔ تغییر فینال با ساز (بدون آواز) را رها نکرده بود.
پس از این سمفونی و در قرن نوزدهم چندین آهنگساز از جمله فلیکس مندلسون و فرانتس لیست، راه بتهوون را دنبال کردند و آثاری در این فرم ساختند. سپس در قرن بیستم آهنگسازانی مانند: گوستاو مالر، ایگور استراوینسکی، رالف وان ویلیامز، بنجامین بریتن، دمیتری شوستاکوویچ و دیگران، آثار برجسته‌ای در این سبک خلق کردند. در قرن بیست و یکم نیز آثاری از پیتر مکسول دیویس، تان دون، فیلیپ گلاس، هانس ورنر هنتسه و کریستف پندرسکی مشاهده می‌شود.

### دیگر سمفونی‌های نهم
معیار و تأثیر نهمین سمفونی بتهوون باعث شد که آهنگسازان بعدی اهمیت ویژه‌ای برای سمفونی‌های شمارهٔ نهم خود قائل شوند و این امر به پدیدهٔ فرهنگی معروف به «نفرین سمفونی نهم» کمک کرد. برخی از آهنگسازان دیگر در سمفونی‌های نهم خود، از گروه کُر نیز استفاده کردند، مانند سمفونی‌های کرت آتربرگ (آهنگساز سوئدی ۱۹۷۴ – ۱۸۸۷)، میه‌چیسواف واینبرگ، ادموند رابرا، هانس ورنر هنتسه و رابرت کایر (آهنگساز آمریکایی، ۱۹۵۲). آنتون بروکنر در ابتدا قصد نداشت سمفونی نهم و فینالِ ناتمام خود را با اجرای گروه کُر بسازد، اما ظاهراً استفادۀ گروه کُرِ او از سرود روحانی ای خدایان به جای پایان ناتمام، توسط این آهنگساز تأیید شده‌است. دمیتری شوستاکوویچ در ابتدا قصد داشت سمفونی نهم خود را اثری بزرگ همراه با گروه کُر و تک‌خوانان تصنیف کند، اما این سمفونی همان‌طور که در نهایت خلق شد، اثری نسبتاً کوتاه و بدون موسیقی آوازی بود.
جورج لِوید (آهنگساز انگلیسی ۱۹۹۸ – ۱۹۱۳)، در مورد سمفونی نهم خود نوشت: «وقتی یک آهنگساز هشت سمفونی می‌نویسد، ممکن است تصور کند که افق به خاطر تصویر عظیم بتهوون و تنها نهمین سمفونی او، سیاه شده‌است، سمفونی‌های بسیار خوب دیگری با شمارهٔ ۵ نیز وجود دارند، یا به‌عنوان مثال با نامِ شمارۀ ۳، اما چگونه می‌توان جسارت کرد و تلاش برای نوشتنِ سمفونی (با شمارۀ) نهم داشت؟». نیلز گید (آهنگساز دانمارکی ۱۸۹۰ – ۱۸۱۷)، با وجود اینکه بیست سال دیگر پس از اتمام سمفونی هشتم خود زندگی کرد، تنها همان هشت سمفونی را ساخت؛ اعتقاد بر این است که او در پاسخ به این سؤال که چرا سمفونی دیگری نساخته‌است، با اشاره به این اثر بتهوون می‌گوید: «فقط یک نهم وجود دارد».

## پی‌نوشت‌ها

### یادداشت
1. ↑  Beethovenhaus Baden
2. ↑  Ungargasse
3. ↑  در اصل، سفارش برای دو سمفونی بود.[۱]
4. ↑  Charles Neate
5. ↑  بر اساس متنی از گوتفرید آوگوست بورگر، بتهوون تابستان‌های ۱۸۲۱، ۱۸۲۲ و ۱۸۲۳ را در محلۀ «بادن» (امروزه «بتهوون‌هاوس بادن») نزدیک شهر وین گذراند و بخش‌های اساسی سمفونی نهم را در آنجا نوشت.[۵]
6. ↑  Gegenliebe
7. ↑  Misericordias Domini
8. ↑  گفته می‌شود قطعهٔ رحمت پروردگار،[چ] KV ۲۲۲، در ر مینور، اثر موتسارت ساخته‌شده در سال ۱۷۷۵، حاکی از آن است که یک ملودی از سرود شادی، پیشتر وجود داشته‌است.[۹]
9. ↑  Theater am Kärntnertor
10. ↑  Michael Umlauf
11. ↑  حرکات دست بتهوون هنگام رهبری، به خاطر عدم رعایت ریتم و ضرب، باعث شد ارکستر دچار بی‌نظمی، آشفتگی و به ناچار متوقف شود. شیندلر بعدها گفت: «در تمام دورهٔ آشنایی با بتهوون روزی را سراغ ندارم که بتوان با آن نوامبرِ شوم مقایسه کنم».[۲۱]
12. ↑  Anton Haizinger Music
13. ↑  Joseph Seipelt
14. ↑  و این در حالی بود که طبق تشریفات رسمی در اتریش، برای ورود خاندان سلطنتی سه بار کف می‌زدند. این امر موجب دخالت پلیس شد و جمعیت را کنترل کردند.[۲۸]
15. ↑  Theater-Zeitung
16. ↑  جرج گروو به نقل از خانمی که در گروه کُر آواز می‌خواند و در آن زمان ۱۶ سال داشت و تا سال ۱۹۴۰ زنده مانده بود، اشاره می‌کند که این کار توسط «مایکل اوملاوف» صورت گرفته است.[۳۱]
17. ↑  عده‌ای بر این باور‌ند که اصولاً اجرای سمفونی نهم سخت و دشوار است.[۳۴]
18. ↑  Joseph Böhm
19. ↑  [Louis] Duport's
20. ↑  احتمالا منظورِ یوزف بوم، رهبر ارکستر مایکل اوملاوف بوده‌است.
21. ↑  Karl Holz
22. ↑  بتهوون منشی خود شیندلر را متهم کرد که یا او را فریب داده‌است یا در مدیریت تحویل بلیط‌ها نادرست عمل کرده‌است. این امر منجر به جایگزینی کارل هولز[ع] (نوازندهٔ ویولن اهل اتریش) به جای شیندلر شد. اگرچه در سال ۱۸۲۶ بتهوون و شیندلر با هم آشتی کردند.[۳۸]
23. ↑  Schott Music
24. ↑  Bärenreiter
25. ↑  Jonathan Del Mar
26. ↑  David Benjamin Levy
27. ↑  Peter Hauschild
28. ↑  Alte Bibliothek
29. ↑  Domenico Artaria
30. ↑  Krzeszów Abbey
31. ↑  Alt Marrin
32. ↑  Beuron Archabbey
33. ↑  Pro Musica Symphonie-Orchester
34. ↑  Pro Musica-Chor
35. ↑  Jascha Horenstein
36. ↑  Elisabeth Höngen
37. ↑  Julius Patzak
38. ↑  Otto Wiener
39. ↑  Europäischer Phono-Club
40. ↑  Nicholas Cook
41. ↑  Turkish march
42. ↑  TCharles Rosen
43. ↑  Roger Norrington
44. ↑  Benjamin Zander
45. ↑  David Pickett
46. ↑  Argyll Rooms
47. ↑  George Smart
48. ↑  Castle Garden
49. ↑  George Loder
50. ↑  لئوپولد استوکوفسکی در اجرای سال ۱۹۳۴ با ارکستر فیلادلفیا،[۹۱] و ضبط‌های «ارکستر سمفونیک NBC» در سال ۱۹۴۱، از اشعار انگلیسی (به جای آلمانی) در موومان چهارم استفاده کردند.[۹۲]
51. ↑  Victor de Sabata Smart
52. ↑  Ino Savini
53. ↑  Rivoli Theatre
54. ↑  Columbia Masterworks
55. ↑  Schauspielhaus
56. ↑  Margaret Hillis
57. ↑  Roger Norrington
58. ↑  Philippe Herreweghe
59. ↑  Orchestre des Champs-Élysées
60. ↑  Collegium Vocale
61. ↑  Orchestre Révolutionnaire et Romantique
62. ↑  Monteverdi Choir
63. ↑  Academy of Ancient Music
64. ↑  Éditions de l'Oiseau-Lyre
65. ↑  Sidney Finkelstein
66. ↑  اشاره به نقل قولی از آنتون شیندلر (دوست و نخستین زندگی‌نامه‌نویس بتهوون) است که از «مخالفت بی‌پایانِ او با تمام نهادهای سیاسی موجود»گفته بود و اینکه «بتهوون از لحاظ احساسات سیاسی جمهوری‌خواه بود».[۱۲۳]
67. ↑  Leif Inge
68. ↑  9 Beet Stretch
69. ↑  Nicolaus Esterházy Sinfonia
70. ↑  Béla Drahos
71. ↑  The Huntley–Brinkley Report
72. ↑  NBC Symphony Orchestra
73. ↑  RCA Red Seal Records
74. ↑  Countdown with Keith Olbermann
75. ↑  Current TV
76. ↑  Suddenly Susan
77. ↑  Rise, O Voices of Rhodesia
78. ↑  Die Stem van Suid-Afrika
79. ↑  Bandō prisoner-of-war camp
80. ↑  NHK Symphony Orchestra
81. ↑  WQXR-FM
82. ↑  The Pervert's Guide to Ideology
83. ↑  Kurt Atterberg
84. ↑  Robert Kyr
85. ↑  Te Deum
86. ↑  George Walter Selwyn Lloyd
87. ↑  Niels Wilhelm Gade

#### فارسی
- حسنی، سعدی (۱۳۶۳). تاریخ موسیقی. ج. اول. تهران: صفی‌علیشاه.
- رولان، رومن (۱۳۵۸). زندگانی بتهوون. ترجمهٔ محمود تفضلی. انتشارات امیرکبیر.
- حسنی، سعدی (۱۳۶۳). تفسیر موسیقی. ج. ۱ و ۲. تهران: انتشارات صفی‌علیشاه.
- ل-وینک، ریچارد (۱۳۶۶). چگونه خوب بشنویم. ترجمهٔ پرویز منصوری. تهران: کتاب زمان.
- فینکلشتاین، سیدنی (۱۳۶۲). بیان اندیشه در موسیقی. ترجمهٔ محمدتقی فرامرزی. تهران: انتشارات نگاه.
- جعفری‌نژاد، کامبیز (۶ اردیبهشت ۱۳۹۷). «فریدریش شیلر (چکامه‌ای برای شادمانی)». مجلهٔ ادبیِ پیاده‌رو. بایگانی‌شده از اصلی در ۱۲ ژوئن ۲۰۱۸. دریافت‌شده در ۱۲ ژوئن ۲۰۱۸.

#### انگلیسی
- Matthews, David (1980). Michael Tippett: An Introductory Study. London: Faber.
- Hopkins, Antony (1981). The Nine Symphonies of Beethoven. London: Heinemann.
- Symphony No. 9, Op. 125: نُت‌نوشت‌ها در پروژه بین‌المللی کتابخانه نت‌های موسیقی (IMSLP)
- Rosen, Charles (1997). The Classical Style: Haydn, Mozart, Beethoven. New York: Norton.
- Cooper, Barry (2008). Beethoven. Oxford: Oxford University Press. ISBN 978-0-19-531331-4.
- Cook, Nicholas (1993). Beethoven: Symphony No. 9. Cambridge: Cambridge University Press. ISBN 0-521-39039-7.
- Makell, Talli (2002). "Ludwig van Beethoven".  In Alexander J. Morin (ed.). Classical Music: The Listener's Companion. San Francisco: Backbeat Books.
- Staatsbibliothek zu Berlin. "Über die 9. Sinfonie". Staatsbibliothek zu Berlin. 2024. Archived from the original on 12 February 2024. Retrieved 11 February 2024.
- Cooper, Barry, ed. (1996). The Beethoven Compendium: A Guide to Beethoven's Life and Music (revised ed.). London: Thames and Hudson. ISBN 978-0-50-027871-0.
- Sachs, Harvey (2010). The Ninth: Beethoven and the World in 1824. Faber and Faber (Review بایگانی‌شده  در ۱ ژوئیه ۲۰۱۹ توسط Wayback Machine by Philip Hensher, The Daily Telegraph, 5 July 2010)
- McCaldin, Denis (1980). "Mahler and Beethoven's Ninth Symphony". Proceedings of the Royal Musical Association. 107: 101–110. ISSN 0080-4452. Archived from the original on 29 January 2024. Retrieved 29 January 2024.
- Cohn, Richard L. (1992). "The Dramatization of Hypermetric Conflicts in the Scherzo of Beethoven's Ninth Symphony". 19th-Century Music. 15 (3): 188–206. doi:10.2307/746424. ISSN 0148-2076. JSTOR 746424. Archived from the original on October 6, 2021. Retrieved 6 October 2021.